# Élections municipales françaises de 2001
Les élections municipales françaises de 2001 se déroulent les 11 et 18 mars.
Elles sont marquées par un fort recul de la gauche au bénéfice de la droite, notamment dans les villes populaires mais aussi par quelques victoires symboliques du Parti socialiste dans des villes traditionnellement conservatrices et bourgeoises, marquant une évolution notable de la sociologie politique française.
Si la majorité des villes de plus de 100 000 habitants reste gérée par la droite, celle-ci ne dirige plus que trois des cinq plus grandes villes de France après la perte de sa majorité en siège dans les villes de Paris et de Lyon.
À l'issue du second tour, la droite contrôle 318 municipalités de plus de 15 000 habitants, contre 259 pour l'ensemble de la gauche.

## Dispositions légales concernant les élections municipales

### Durée du mandat
Le mandat des conseillers municipaux est normalement fixé à six ans, selon l'article L. 227 du code électoral. Le mandat des maires élus en 2001 a été prolongé d'un an à cause de la trop grande proximité, en 2007, avec les élections présidentielle et législatives, dont certains redoutaient qu'elle ne créât une « cacophonie électorale ». Les élections municipales suivantes en France se sont donc tenues en mars 2008.

### Mode de scrutin
Les élections municipales en France sont régies par un scrutin proportionnel avec prime majoritaire, à deux tours pour les communes de 3 500 habitants ou plus. Le seuil de maintien au second tour est fixé à 10 % des suffrages exprimés.
Pour les communes de moins de 3 500 habitants, les conseillers municipaux sont élus au scrutin majoritaire.
Pour les villes de Paris, Lyon et Marseille, la circonscription n'est pas la ville elle-même, mais les conseillers sont élus par arrondissement.

### Participation des ressortissants de l'Union européenne
C'est lors des élections municipales de 2001 que, pour la première fois, les citoyens des pays de l'Union européenne peuvent à la fois élire les conseillers municipaux, et être éligibles à ces postes. Cette disposition était contenue dans l'article 8B du traité de Maastricht.
Cependant, les droits de ces citoyens sont limités par l'article 88-3 de la Constitution du 4 octobre 1958, puisqu'ils ne peuvent prétendre au poste de Maire, ni d'adjoint, et ne peuvent participer aux Élections sénatoriales françaises, fonctions considérées comme participant de la souveraineté nationale.
Pour pouvoir s'inscrire sur la liste électorale complémentaire dans leur commune, les ressortissants européens doivent:
- Être âgés de 18 ans ou plus au jour de la clôture de révision des listes
- Jouir de leurs droits civiques à la fois en France et dans leur pays d'origine
- Avoir leur domicile réel dans une commune française, ou prouver qu'ils y résident de manière continue et effective depuis au moins six mois[2].

### Parité hommes / femmes
Compte tenu de la faible participation des femmes dans la vie publique française, la révision constitutionnelle du 8 juillet 1999 a complété l'article 3 de la Constitution d'un alinéa qui prévoit, par dérogation au principe d'égalité des citoyens, que « la loi favorise l'égal accès des femmes et des hommes aux mandats électoraux et fonctions électives ».
Cette disposition a été mise en œuvre pour les élections municipales des communes de plus de 3 500 habitants par une modification de l'article L 264 du Code électoral, dont la version applicable aux élections de 2001 disposait que « l'écart entre le nombre des candidats de chaque sexe ne peut être supérieur à un. Au sein de chaque groupe entier de six candidats dans l'ordre de présentation de la liste doit figurer un nombre égal de candidats de chaque sexe ».
Cette réforme a eu un effet important, puisque le nombre de femmes élues dans les conseils municipaux concernés a pratiquement doublé, atteignant désormais 47,5 % des conseillers municipaux.
Toutefois, le mécanisme légal permettait des détournements qui ont abouti à ce que seuls 6,6 % des maires des villes de plus de 3 500 habitants soient des femmes. Les dispositions de l'article L 264 du code électoral ont donc été renforcées pour les élections de 2008.

## Participation
(août 2021).
Si vous disposez d'ouvrages ou d'articles de référence ou si vous connaissez des sites web de qualité traitant du thème abordé ici, merci de compléter l'article en donnant les références utiles à sa vérifiabilité et en les liant à la section « Notes et références ».
Au premier tour, le 11 mars 2001, le taux d'abstention est relativement élevé : 32,7 % des électeurs inscrits sur les listes électorales, ce qui correspond à une augmentation de 2,1 % par rapport aux élections municipales de 1995. Lors des élections de 2008, le ministère de l’Intérieur a revu ce taux d'abstention à 34,5 %.
Le second tour, une semaine plus tard, voit la participation augmenter (+ 2,2 % par rapport au premier tour), 69,5 % des électeurs inscrits ayant voté. Le taux d'abstention de 30,5 % est donc le même que lors des élections de 1995, mais sensiblement plus élevé que pour les élections antérieures.

## Résultats par villes

### Villes de plus de150 000 habitants
| Ville         | Population (1999) | Maire sortant            | Parti             | Parti | Maire élu             | Parti | Parti |
| ------------- | ----------------- | ------------------------ | ----------------- | ----- | --------------------- | ----- | ----- |
| Paris         | 2 125 246         | Jean Tiberi              |                   | RPR   | Bertrand Delanoë      |       | PS    |
| Marseille     | 798 430           | Jean-Claude Gaudin       |                   | DL    | Jean-Claude Gaudin    |       | DL    |
| Lyon          | 445 452           | Raymond Barre            |                   | DVD   | Gérard Collomb        |       | PS    |
| Toulouse      | 390 350           | Guy Hersant              |                   | DL    | Philippe Douste-Blazy |       | UDF   |
| Nice          | 342 738           | Jacques Peyrat           |                   | RPR   | Jacques Peyrat        |       | RPR   |
| Nantes        | 270 251           | Jean-Marc Ayrault        |                   | PS    | Jean-Marc Ayrault     |       | PS    |
| Strasbourg    | 264 115           | Catherine Trautmann      | Fabienne Keller   | PS    |                       | UDF   |       |
| Montpellier   | 225 392           | Georges Frêche           | Georges Frêche    | PS    |                       | PS    |       |
| Bordeaux      | 215 363           | Alain Juppé              |                   | RPR   | Alain Juppé           |       | RPR   |
| Lille         | 212 597           | Pierre Mauroy            |                   | PS    | Martine Aubry         |       | PS    |
| Rennes        | 206 229           | Edmond Hervé             | Edmond Hervé      | PS    |                       |       | PS    |
| Le Havre      | 190 905           | Antoine Rufenacht        |                   | RPR   | Antoine Rufenacht     |       | RPR   |
| Reims         | 187 206           | Jean-Louis Schneiter     |                   | UDF   | Jean-Louis Schneiter  |       | UDF   |
| Saint-Étienne | 180 210           | Michel Thiollière        | Michel Thiollière | UDF   |                       |       | UDF   |
| Toulon        | 160 639           | Jean-Marie Le Chevallier |                   | FN    | Hubert Falco          |       | DL    |
| Grenoble      | 153 317           | Michel Destot            |                   | PS    | Michel Destot         |       | PS    |
| Dijon         | 153 317           | Robert Poujade           |                   | RPR   | François Rebsamen     |       | PS    |
| Angers        | 151 279           | Jean-Claude Antonini     |                   | PS    | Jean-Claude Antonini  |       | PS    |

Bilan des élections sur les 18 communes de plus de 150 000 habitants : neuf maires PS, cinq maires RPR ou DL, ainsi que quatre maires UDF, ont été élus. Le FN perd sa seule ville sans en gagner une nouvelle.

### Villes de plus de8 500 habitantsayant basculé de droite à gauche
- Paris : avec 4 000 voix de moins que l'ensemble de la droite mais douze arrondissements sur vingt dont certains furent conquis de haute lutte (IIe, IXe, XIIe arrondissements), Bertrand Delanoë devient ainsi le premier maire de gauche de la capitale.
- Lyon : avec 10 000 voix de moins que ses adversaires de droite Jean-Michel Dubernard et Charles Millon, Gérard Collomb empoche néanmoins six arrondissements sur neuf et devient le premier maire socialiste de la capitale des Gaules.
- Agen
- Ajaccio : défaite du bonapartisme municipal devant une liste de gauche sur laquelle figurait le prince Charles Napoléon.
- Amboise : défaite de Bernard Debré
- Auxerre : la ville de Jean-Pierre Soisson passe à gauche lors d'une triangulaire avec deux listes de droite
- Beaumont
- Bolbec (à la faveur du Parti communiste)
- Blanquefort : Vincent Feltesse fait basculer la commune à gauche pour la première fois de son histoire.
- Brétigny-sur-Orge
- Chambray-lès-Tours
- Clamart : la ville passe de l'UDF à la gauche avec une liste PS, PCF, et Verts.
- Cugnaux
- Cusset : où le communiste René Bardet reprend une municipalité traditionnellement de gauche, conquise par Joseph Bléthon (divers Droite) en 1995.
- Dijon : François Rebsamen devient le premier maire socialiste de la ville depuis la Seconde Guerre mondiale
- Épinay-sous-Sénart
- Éragny: regagné à gauche par Dominique Gillot, secrétaire d'État aux Personnes âgées
- Lattes : victoire du divers gauche_ Cyril Meunier sur le sortant Michel Vaillat (UDF-DL).
- Le Puy-en-Velay
- Les Lilas
- L'Isle-sur-la-Sorgue
- Maubeuge : commune du Nord administrée par le socialiste Alain Carpentier de 1989 à 1995 avant que celui-ci ne soit renversé par Jean-Claude Decagny (UDF), qui, à son tour, sera défait par le socialiste Remi Pauvros à l'occasion de ce scrutin municipal.
- Onet-le-Château
- Palaiseau
- Quimperlé
- Rochefort
- Roissy-en-Brie
- Sevran, qui, très certainement, apparaît comme la seule et unique ville de taille moyenne dans laquelle le Parti communiste est parvenu à faire basculer une formation politique de droite, jusque-là majoritaire, dans le camp de l'opposition.
- Saint-Estève
- Sainte-Savine
- Saumur
- Torcy
- Tournon-sur-Rhône
- Tulle : François Hollande reprend une mairie traditionnellement à gauche, emportée par Raymond-Max Aubert (RPR) en 1995
- Vaires-sur-Marne
- Villeneuve-sur-Lot
- Villers-lès-Nancy : Pascal Jacquemin (PS) l'emporte face au sénateur-maire sortant, Jean Bernadaux dans le cadre d'une "pentagonale" (maintien de 5 listes au second tour dont 3 listes de droite, 1 liste de gauche plurielle et 1 liste d'extrême-gauche)).
- La Motte-Servolex : Gérard Perrier (Verts) gagne contre toute attente les municipales avec moins de 60 voix d'avance. La victoire lui est souvent imputée du fait de la présence de Robert Percevaux (PC), figure emblématique du PCF rhônalpin.

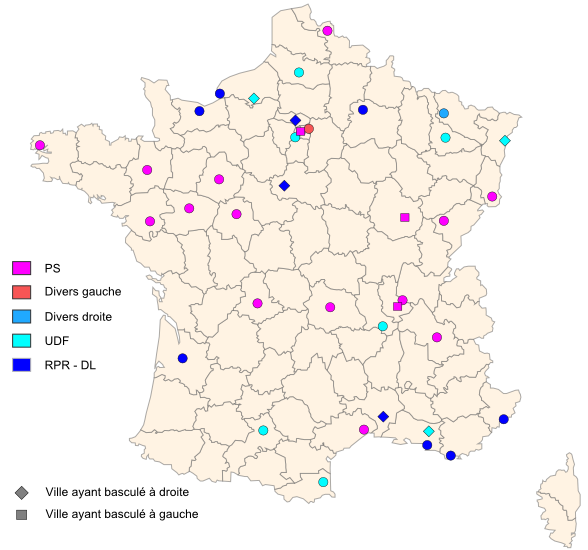
Étiquette politique des maires des communes de plus de 100000 habitants après les élections municipales de 2001

## L'élection dans les grandes villes

### Aix-en-Provence
Maire sortant : Jean-François Picheral (PS) 1989-2001
| Tête de liste | Tête de liste              | Parti                            | 1er tour | 1er tour | 2d tour |
| Tête de liste | Tête de liste              | Parti                            | Voix     | %        | Voix    |
| ------------- | -------------------------- | -------------------------------- | -------- | -------- | ------- |
|               | Jean-François Picheral     | PS - PCF - Les Verts - PRG - MDC | 13 551   | 33,15 %  | 49,31 % |
|               | Maryse Joissains-Masini    | DVD                              | 6 725    | 16,45 %  | 50,69 % |
|               | François-Xavier de Peretti | UDF                              | 5 680    | 13,89 %  | 50,69 % |
|               | Jean Chorro                | RPR-DL                           | 5 679    | 13,89 %  | 50,69 % |
|               | Damien Barillier           | MNR                              | 3 986    | 9,75 %   |         |
|               | Lucien Ambroggiani         | Divers gauche                    | 3 320    | 8,12 %   |         |
|               | Benoît Hubert              | LCR                              | 1 941    | 4,75 %   |         |

### Albi
Maire sortant : Philippe Bonnecarrère (RPR puis DVD) 1995-2001
| Tête de liste | Tête de liste         | Parti          | 1er tour | 2d tour |
| Tête de liste | Tête de liste         | Parti          | Voix     | Voix    |
| ------------- | --------------------- | -------------- | -------- | ------- |
|               | Philippe Bonnecarrère | RPR - UDF - DL | 49,28 %  | 60,35 % |
|               | Antoine Magana        | PS - PCF - PRG | 28,14 %  | 39,64 % |
|               | NC                    | Les Verts      | 8,84 %   | 39,64 % |
|               | Michel Castel         | Divers gauche  | 8,76 %   |         |
|               | Frédéric Cabrolier    | FN             | 4,96 %   |         |

### Amiens
Maire sortant : Gilles de Robien (UDF) 1989-2001
| Tête de liste | Tête de liste       | Parti                | 1er tour | 1er tour |
| Tête de liste | Tête de liste       | Parti                | Voix     | %        |
| ------------- | ------------------- | -------------------- | -------- | -------- |
|               | Gilles de Robien    | UDF - DL - RPR       | 20 959   | 52,05 %  |
|               | Maxime Gremetz      | PCF - PS - PRG - MDC | 8 481    | 21,06 %  |
|               | Christophe Forquier | Les Verts            | 3 587    | 8,90 %   |
|               | Lionel Payet        | MNR                  | 2 205    | 5,47 %   |
|               | Philippe Théveniaud | RPF                  | 1 918    | 4,76 %   |
|               | Bruno Paleni        | LO                   | 1 427    | 3,54 %   |
|               | Yves Dupille        | FN                   | 1 019    | 2,53 %   |
|               | Francis Dollé       | LCR                  | 675      | 1,67 %   |

### Angers
Maire sortant : Jean-Claude Antonini (PS) 1998-2001
| Tête de liste         | Tête de liste        | Parti                            | 1er tour | 2d tour |
| Tête de liste         | Tête de liste        | Parti                            | Voix     | Voix    |
| --------------------- | -------------------- | -------------------------------- | -------- | ------- |
|                       | Jean-Claude Antonini | PS - PCF - Les Verts - PRG - MRC | 46,71 %  | 57,34 % |
| Aimer Angers          |                      |                                  | 46,71 %  | 57,34 % |
|                       | Dominique Richard    | UDF - RPR - DL                   | 34,38 %  | 42,66 % |
|                       | Marie-Louise Dupas   | LO                               | 5,62 %   |         |
|                       | Motte                | MNR                              | 5,39 %   |         |
|                       | Jocelyne Poirrier    | DVG                              | 4,26 %   |         |
| Citoyenneté pour tous |                      |                                  | 4,26 %   |         |
|                       | Gérard Ducreux       | RPF-MPF                          | 3,63 %   |         |
| Vivre Angers          |                      |                                  | 3,63 %   |         |

### Angoulême
Maire sortant : Philippe Mottet (UDF) 1997-2001
| Tête de liste | Tête de liste        | Parti          | 1er tour | 2d tour |
| Tête de liste | Tête de liste        | Parti          | Voix     | Voix    |
| ------------- | -------------------- | -------------- | -------- | ------- |
|               | Philippe Mottet      | UDF - RPR - DL | 49,59 %  | 59,29 % |
|               | Jean-Claude Viollet  | PS - PCF - PRG | 34,17 %  | 40,72 % |
|               | Jacques Dutheil      | Les Verts      | 6,51 %   | 40,72 % |
|               | Alain Mousnier       | MNR            | 4,38 %   |         |
|               | Jean-Pierre Courtois | LO             | 2,75 %   |         |
|               | Michel Debœuf        | LCR            | 2,60 %   |         |

### Annecy
| Tête de liste | Tête de liste  | Parti                                               | 1er tour | 1er tour | 2d tour | 2d tour | 2d tour |
| Tête de liste | Tête de liste  | Parti                                               | Voix     | %        | Voix    | %       | Sièges  |
| ------------- | -------------- | --------------------------------------------------- | -------- | -------- | ------- | ------- | ------- |
|               | Bernard Bosson | Liste de centre droit (UDF-RPR)                     | 5 934    | 41,8 %   | 7 233   | 48,9 %  | 34      |
|               | Jean Excoffier | Gauche plurielle (PS - Les Verts - PCF - PRG - MDC) | 4 570    | 32,21 %  | 5 597   | 37,9 %  | 8       |
|               | Yves Tanguy    | DVD                                                 | 1 570    | 11,07 %  | 1 935   | 13,1 %  | 3       |
|               |                | FN                                                  | 933      | 6,5 %    |         |         |         |
|               |                | MNR                                                 | 592      | 4,17 %   |         |         |         |
|               |                | EXG                                                 | 588      | 4,1 %    |         |         |         |

- Premier tour : 
  - Inscrits : 27 540 - Exprimés : 14 187
- Second tour : 
  - Inscrits : 27 540 - Exprimés : 14 765

### Argenteuil
- Maire sortant : Roger Ouvrard (PCF) 1995-2001

|                          |                          |                          | Premier tour 11 mars 2001 | Premier tour 11 mars 2001 | Second tour 18 mars 2001 | Second tour 18 mars 2001 |
| ------------------------ | ------------------------ | ------------------------ | ------------------------- | ------------------------- | ------------------------ | ------------------------ |
| Inscrits                 | Inscrits                 | Inscrits                 | 43 506                    |                           | 43 506                   |                          |
| Abstentions              | Abstentions              | Abstentions              | 21 059                    | 48,4 %                    | 18 759                   | 43,12 %                  |
| Votants                  | Votants                  | Votants                  | 22 447                    | 51,6 %                    | 24 747                   | 56,88 %                  |
|                          |                          |                          |                           |                           |                          |                          |
| Bulletins enregistrés    | Bulletins enregistrés    | Bulletins enregistrés    | 22 447                    |                           | 24 747                   |                          |
| Bulletins blancs ou nuls | Bulletins blancs ou nuls | Bulletins blancs ou nuls | 1 968                     | 8,77 %                    | 781                      | 3,16 %                   |
| Suffrages exprimés       | Suffrages exprimés       | Suffrages exprimés       | 20 479                    | 91,23 %                   | 23 966                   | 96,84 %                  |
|                          |                          |                          |                           |                           |                          |                          |
|                          | Candidat                 | Parti                    | Suffrages                 | Pourcentage               | Suffrages                | Pourcentage              |
|                          | Georges Mothron          | RPR – UDF – DL           | 7 025                     | 34,3 %                    | 12 242                   | 51,08 %                  |
|                          | Roger Ouvrard            | PCF – PS – PRG – MDC     | 7 085                     | 34,6 %                    | 9 979                    | 41,64 %                  |
|                          | Alima Boumediene-Thiery  | Les Verts                | 1 550                     | 7,57 %                    |                          |                          |
|                          | Micheline Bruna          | FN                       | 2 931                     | 14,31 %                   | 1 745                    | 7,28 %                   |
|                          | Patrice Crunil           | LO                       | 1 155                     | 5,64 %                    |                          |                          |
|                          | Homar Slaouti            | LCR                      | 733                       | 3,58 %                    |                          |                          |

### Arles
Maire sortant : Paolo Toeschi (PS) 1998-2001
| Tête de liste  | Tête de liste    | Parti          | 1er tour | 2d tour |
| Tête de liste  | Tête de liste    | Parti          | Voix     | Voix    |
| -------------- | ---------------- | -------------- | -------- | ------- |
|                | Hervé Schiavetti | diss. PCF      | 33,04 %  | 52,31 % |
| Arles Ensemble |                  |                | 33,04 %  | 52,31 % |
|                | Paolo Toeschi    | PS - PCF       | 22,88 %  | 52,31 % |
|                | Vernet           | RPR-UDF-DL     | 22,89 %  | 37,43 % |
|                | Scifo            | CPNT           | 11,49 %  | 10,26 % |
|                | Viterbi          | Les Verts      | 4,52 %   |         |
|                | Bouchikni        | Divers gauche  | 2,84 %   |         |
|                | Leclerc          | Extrême gauche | 2,34 %   |         |

### Arras
Maire sortant : Jean-Marie Vanlerenberghe (UDF) 1995-2001
- Premier tour

| Tête de liste | Tête de liste             | Parti                              | 1er tour | 2d tour |
| Tête de liste | Tête de liste             | Parti                              | Voix     | Voix    |
| ------------- | ------------------------- | ---------------------------------- | -------- | ------- |
|               | Jean-Marie Vanlerenberghe | Liste de centre droit (UDF-RPR-DL) | 48,50 %  | 55,91 % |
|               | Gérard Barbier            | Union de la gauche (PS-PCF)        | 35,25 %  | 44,09 % |
|               | Hélène Flautre            | Les Verts                          | 8,34 %   | 44,09 % |
|               | Vilette                   | DVD                                | 4,05 %   |         |
|               | Alexandre                 | MDC                                | 3,85 %   |         |

### Aubervilliers
Maire sortant : Jack Ralite (PCF) 1984-2001
| Tête de liste        | Tête de liste       | Parti                            | 1er tour | 1er tour | 2d tour | 2d tour |
| Tête de liste        | Tête de liste       | Parti                            | Voix     | %        | Voix    | %       |
| -------------------- | ------------------- | -------------------------------- | -------- | -------- | ------- | ------- |
|                      | Jack Ralite         | PCF - PS - Les Verts - PRG - MDC | 3 163    | 30,72 %  | 3 807   | 34,59 % |
|                      | Thierry Augy        | UDF - RPR                        | 2 442    | 23,72 %  | 3 557   | 32,32 % |
|                      | Jean-Jacques Karman | diss. PCF                        | 2 705    | 23,56 %  | 2 911   | 26,45 % |
| Faire mieux à gauche |                     |                                  | 2 705    | 23,56 %  | 2 911   | 26,45 % |
|                      | Raymond Labois      | diss. UDF                        | 1 127    | 10,95 %  | 731     | 6,64 %  |
|                      | Danielle Clause     | Extrême gauche                   | 212      | 2,06 %   |         |         |
|                      | Michel Jouannin     | LO                               | 627      | 6,09 %   |         |         |
|                      | Laurent Golon       | LCR                              | 298      | 2,89 %   |         |         |
| 100 % à Gauche       |                     |                                  | 298      | 2,89 %   |         |         |
|                      |                     |                                  |          |          |         |         |
| Inscrits             | Inscrits            | Inscrits                         | 22 771   | 100,00   | 22 771  | 100,00  |
| Abstentions          | Abstentions         | Abstentions                      | 11 833   | 51,97    | 11 363  | 49,90   |
| Votants              | Votants             | Votants                          | 10 938   | 48,03    | 11 408  | 50,10   |
| Blancs et nuls       | Blancs et nuls      | Blancs et nuls                   | 643      | 5,88     | 402     | 3,53    |
| Exprimés             | Exprimés            | Exprimés                         | 10 295   | 94,12    | 11 006  | 96,47   |

### Auch
Maire sortant : Claude Desbons (PS) 1995-2001
| Tête de liste | Tête de liste   | Parti                                   | 1er tour | 1er tour | 1er tour |
| Tête de liste | Tête de liste   | Parti                                   | Voix     | %        | Sièges   |
| ------------- | --------------- | --------------------------------------- | -------- | -------- | -------- |
|               | Claude Bétaille | Gauche plurielle (PS-Les Verts-PCF-PRG) | 4 997    | 55,09 %  | 28       |
|               | André Daguin    | DL-RPR- UDF                             | 2 994    | 33,01 %  | 5        |
|               | Jean Falco      | Extrême gauche                          | 1 079    | 11,9 %   | 2        |

Maire élu : Claude Bétaille (PS)

### Auxerre
Maire sortant : Jean Garnault (RPR) 1998-2001 
| Tête de liste | Tête de liste         | Parti                               | 1er tour | 2d tour |
| Tête de liste | Tête de liste         | Parti                               | Voix     | Voix    |
| ------------- | --------------------- | ----------------------------------- | -------- | ------- |
|               | Guy Ferez             | Union de la gauche (PS-PCF-PRG-MDC) | 28,49 %  | 42,52 % |
|               | Denis Roycourt        | Les Verts                           | 10,68 %  | 42,52 % |
|               | Jean-Louis Hussonnois | RPR-UDF-DL                          | 24,49 %  | 31,70 % |
|               | Bernard Revest        | DVD                                 | 23,38 %  | 25,78 % |
|               | Inconnu               | FN                                  | 6,16 %   |         |
|               | Claudine Lafaye       | DVD                                 | 4,45 %   |         |
|               | Inconnu               | PT                                  | 2,36 %   |         |

### Avignon
Maire sortant : Marie-Josée Roig RPR 1995-2001
| Tête de liste | Tête de liste         | Parti                            | 1er tour | 1er tour | 2d tour | 2d tour |
| Tête de liste | Tête de liste         | Parti                            | Voix     | %        | Voix    | %       |
| ------------- | --------------------- | -------------------------------- | -------- | -------- | ------- | ------- |
|               | Marie-Josée Roig      | RPR - UDF - DL                   | 16 348   | 49,81 %  | 21 445  | 63,61 % |
|               | Élisabeth Guigou      | PS - PCF - Les Verts - PRG - MDC | 10 349   | 31,53 %  | 12 269  | 36,39 % |
|               | Thibaut de La Tocnaye | FN                               | 2 914    | 8,88 %   |         |         |
|               | José Rodriguez        | DVG                              | 1 255    | 3,82 %   |         |         |
|               | André Bonnet          | MNR                              | 850      | 2,59 %   |         |         |
|               | Maurice Augustin      | DVD                              | 757      | 2,31 %   |         |         |
|               | Marie-Josée Prunet    | PT                               | 347      | 1,06 %   |         |         |

### Beauvais
Maire sortant : Walter Amsallem (PS) 1977-2001
| Tête de liste | Tête de liste   | Parti                              | 1er tour | 2d tour |
| Tête de liste | Tête de liste   | Parti                              | Voix     | Voix    |
| ------------- | --------------- | ---------------------------------- | -------- | ------- |
|               | Walter Amsallem | PS                                 | 28,57 %  | 43,45 % |
|               | Claude Aury     | PCF                                | 13,04 %  | 43,45 % |
|               | Caroline Cayeux | Liste de centre droit (RPR-UDF-DL) | 24,85 %  | 47,37 % |
|               | Jacques Néhorai | DVD                                | 10,33 %  | 9,18 %  |
|               | Isoré           | MNR                                | 8,05 %   |         |
|               | Pruvost         | FN                                 | 6,66 %   |         |
|               | Gairin          | PS diss.                           | 4,25 %   |         |
|               | Laporte         | EXG                                | 2,34 %   |         |

### Belfort
Maire sortant : Jackie Drouet 1997-2001 (MDC)
| Tête de liste | Tête de liste           | Parti                | 1er tour | 2d tour |
| Tête de liste | Tête de liste           | Parti                | Voix     | Voix    |
| ------------- | ----------------------- | -------------------- | -------- | ------- |
|               | Jean-Pierre Chevènement | MDC - PS - PCF - PRG | 40,02 %  | 55,29 % |
|               | Alain Fousseret         | Les Verts            | 9,35 %   | 55,29 % |
|               | Christophe Grudler      | RPR - DL - UDF       | 19,23 %  | 44,71 % |
|               | Munnier                 | FN                   | 8,65 %   |         |
|               | Lajeanne                | MNR                  | 5,66 %   |         |
|               | Belot                   | LO                   | 4,66 %   |         |
|               | Grasselet               | Extrême gauche       | 1,68 %   |         |

### Besançon
Maire sortant : Robert Schwint (PS) 1977-2001
| Tête de liste | Tête de liste           | Parti                | 1er tour | 2d tour | 2d tour |
| Tête de liste | Tête de liste           | Parti                | Voix     | Voix    | Sièges  |
| ------------- | ----------------------- | -------------------- | -------- | ------- | ------- |
|               | Jean-Louis Fousseret    | PS - PCF - PRG - MRC | 31,71 %  | 55,3 %  | 43      |
|               | Éric Alauzet            | Les Verts            | 16,05 %  | 55,3 %  | 43      |
|               | Jean Rosselot           | RPR - MPF            | 19,23 %  | 44,7 %  | 12      |
|               | Nicole Weinman          | DL                   | 11,17 %  | 44,7 %  | 12      |
|               | Sophie Montel           | FN                   | 7,25 %   |         |         |
|               | Jean-Philippe Allenbach | Parti fédéraliste    | 4,08 %   |         |         |
|               | Jacques Vuillemin       | DVG                  | 3,99 %   |         |         |
|               | Marie-France Roche      | LO                   | 3,83 %   |         |         |
|               | Agnès Belin             | MNR                  | 2,66 %   |         |         |

### Béziers
- Maire sortant : Raymond Couderc (DL) (1995-2001)

| Tête de liste | Tête de liste           | Parti                | 1er tour | 1er tour |
| Tête de liste | Tête de liste           | Parti                | Voix     | %        |
| ------------- | ----------------------- | -------------------- | -------- | -------- |
|               | Raymond Couderc         | DL - RPR - UDF       | 14 113   | 50,48 %  |
|               | Jean-Claude Gayssot     | PCF - PS - PRG - MDC | 9 716    | 34,75 %  |
|               | Francine Lopez-Commenge | FN                   | 1 974    | 7,06 %   |
|               | Jean-Pierre Hortoland   | Les Verts            | 1 103    | 3,94 %   |
|               | Yves Untereiner         | MNR                  | 1 051    | 3,75 %   |

### Blois
Maire sortant : Jack Lang (PS) 1989-2001
| Tête de liste | Tête de liste       | Parti                                       | 1er tour | 2d tour |
| Tête de liste | Tête de liste       | Parti                                       | Voix     | Voix    |
| ------------- | ------------------- | ------------------------------------------- | -------- | ------- |
|               | Jack Lang           | Gauche plurielle (PS–PCF-Les Verts-PRG-MDC) | 34,63 %  | 45,09 % |
|               | Nicolas Perruchot   | UDF-DL                                      | 26,41 %  | 45,31 % |
|               | Jacques Chauvin     | RPR                                         | 13,36 %  | 45,31 % |
|               | Miguel de Peyrecave | FN                                          | 17,47 %  | 9,61 %  |
|               | Petit-Hassan        | « 100 % à Gauche » (LCR)                    | 8,13 %   |         |

### Bobigny
Maire sortant : Bernard Birsinger (PCF) 1995-2001
| Tête de liste | Tête de liste     | Parti                                       | 1er tour |
| Tête de liste | Tête de liste     | Parti                                       | Voix     |
| ------------- | ----------------- | ------------------------------------------- | -------- |
|               | Bernard Birsinger | Gauche plurielle (PCF-PS-Les Verts-MDC-PRG) | 65,08 %  |
|               | Marchenoir        | MNR                                         | 18,21 %  |
|               | Bonhomme          | Union de l'opposition (UDF-RPR-DL)          | 16,71 %  |

### Bordeaux
Maire sortant : Alain Juppé (RPR) 1995-2001
| Tête de liste                              | Tête de liste     | Liste           | Premier tour | Premier tour | Sièges |
| Tête de liste                              | Tête de liste     | Liste           | Voix         | %            | Sièges |
| ------------------------------------------ | ----------------- | --------------- | ------------ | ------------ | ------ |
|                                            | Alain Juppé *     | RPR-UDF-DL      | 30 025       | 50,96        | 50     |
| Bordeaux nous rassemble                    |                   |                 | 30 025       | 50,96        | 50     |
|                                            | Gilles Savary     | PS-PCF-PRG- MDC | 11 775       | 19,99        | 7      |
| Un maire pour tous, une équipe, un contrat |                   |                 | 11 775       | 19,99        | 7      |
|                                            | Pierre Hurmic     | Les Verts       | 5 652        | 9,59         | 3      |
| Bordeaux vers l'avenir                     |                   |                 | 5 652        | 9,59         | 3      |
|                                            | Jacques Colombier | FN              | 2 969        | 5,04         | 1      |
| Bordeaux fait front                        |                   |                 | 2 969        | 5,04         | 1      |
|                                            | Denis Teisseire   | DVG             | 2 204        | 3,74         |        |
| Vivre autrement                            |                   |                 | 2 204        | 3,74         |        |
|                                            | Karfa Diallo      | DVG             | 2 181        | 3,70         |        |
| Couleurs bordelaises                       |                   |                 | 2 181        | 3,70         |        |
|                                            | Philippe Poutou   | LCR             | 1 431        | 2,43         |        |
| 100% à gauche                              |                   |                 | 1 431        | 2,43         |        |
|                                            | Denis Lacoste     | LO              | 1 178        | 2,00         |        |
|                                            | Alain Audebert    | RPF             | 1 024        | 1,74         |        |
| Ici Bordeaux                               |                   |                 | 1 024        | 1,74         |        |
|                                            | Jean Jametti      | MNR             | 479          | 0,81         |        |
| Bordeaux sécurité                          |                   |                 | 479          | 0,81         |        |
|                                            |                   |                 |              |              |        |
| Inscrits                                   | Inscrits          | Inscrits        | 110 915      | 100,00       |        |
| Abstentions                                | Abstentions       | Abstentions     | 50 111       | 45,18        |        |
| Votants                                    | Votants           | Votants         | 60 804       | 54,82        |        |
| Blancs et nuls                             | Blancs et nuls    | Blancs et nuls  | 11 886       | 3,10         |        |
| Exprimés                                   | Exprimés          | Exprimés        | 58 918       | 96,90        |        |
| * Liste du maire sortant                   |                   |                 |              |              |        |

### Bourges
- Maire sortant : Serge Lepeltier (RPR) 1995-2001

| Tête de liste | Tête de liste        | Parti                               | 1er tour | 1er tour | 1er tour |
| Tête de liste | Tête de liste        | Parti                               | Voix     | %        | Sièges   |
| ------------- | -------------------- | ----------------------------------- | -------- | -------- | -------- |
|               | Serge Lepeltier      | Union de la droite (RPR-UDF-DL)     | 13 052   | 50,2 %   | 37       |
|               | Jean-Claude Sandrier | Gauche plurielle (PCF-PS-Les Verts) | 11 624   | 44,7 %   | 11       |
|               | Colette Cordat       | LO                                  | 1 325    | 5,1 %    | 1        |

### Brest
| Tête de liste                                       | Tête de liste       | Parti                            | 1er tour | 1er tour | 2d tour | 2d tour | 2d tour |
| Tête de liste                                       | Tête de liste       | Parti                            | Voix     | %        | Voix    | %       | Sièges  |
| --------------------------------------------------- | ------------------- | -------------------------------- | -------- | -------- | ------- | ------- | ------- |
|                                                     | François Cuillandre | PS - PCF - Les Verts - PRG - MDC | 19 648   | 45,85 %  | 25 401  | 57,55 % | 44      |
| Brest en avant toute !                              |                     |                                  | 19 648   | 45,85 %  | 25 401  | 57,55 % | 44      |
|                                                     | Yannick Marzin      | UDF - RPR - DL                   | 15 164   | 35,39 %  | 18 733  | 42,44 % | 11      |
| Ensemble, changeons de cap                          |                     |                                  | 15 164   | 35,39 %  | 18 733  | 42,44 % | 11      |
|                                                     | Hubert Casel        | LCR                              | 3 028    | 7,07 %   |         |         |         |
| Brest à gauche autrement                            |                     |                                  | 3 028    | 7,07 %   |         |         |         |
|                                                     | Olivier Morize      | MNR                              | 2 373    | 5,54 %   |         |         |         |
| Brest sécurité, moins d'impôts, moins d'immigration |                     |                                  | 2 373    | 5,54 %   |         |         |         |
|                                                     | André Cherblanc     | LO                               | 2 029    | 4,74 %   |         |         |         |
| Lutte ouvrière à Brest                              |                     |                                  | 2 029    | 4,74 %   |         |         |         |
|                                                     | Roger Calvez        | Extrême gauche                   | 608      | 1,42 %   |         |         |         |
| Pour la défense de la commune et de la laïcité      |                     |                                  | 608      | 1,42 %   |         |         |         |

### Caen
Maire sortant : Jean-Marie Girault (UDF/PR) 1983-2001
| Tête de liste | Tête de liste             | Parti                                  | 1er tour | 2d tour |
| Tête de liste | Tête de liste             | Parti                                  | Voix     | Voix    |
| ------------- | ------------------------- | -------------------------------------- | -------- | ------- |
|               | Brigitte Le Brethon       | Liste de centre droit (UDF - RPR - DL) | 42,24 %  | 57,92 % |
|               | Louis Mexandeau           | Union de la gauche (PS-PCF-PRG-MDC)    | 20,73 %  | 42,08 % |
|               | Jean-Pierre Viaud         | Les Verts                              | 8,48 %   | 42,08 % |
|               | Xavier Lecoutour          | DVG                                    | 9,04 %   |         |
|               | Blaise Hersent-Lechatreux | SE                                     | 8,07 %   |         |
|               | Étienne Adam              | EXG                                    | 5,29 %   |         |
|               | Eric Pinel                | FN                                     | 3,68 %   |         |
|               | Pierre Casevitz           | LO                                     | 2,43 %   |         |

### Cahors
Maire sortant : Bernard Charles (PRG) 1989-2001
|                          |                          |                                  | Premier tour 11 mars 2001 | Premier tour 11 mars 2001 | Second tour 18 mars 2001 | Second tour 18 mars 2001 |
| ------------------------ | ------------------------ | -------------------------------- | ------------------------- | ------------------------- | ------------------------ | ------------------------ |
| Inscrits                 | Inscrits                 | Inscrits                         | 12 613                    |                           | 12 613                   |                          |
| Abstentions              | Abstentions              | Abstentions                      | 3 805                     | 30,17 %                   | 2 894                    | 22,94 %                  |
| Votants                  | Votants                  | Votants                          | 8 808                     | 69,83 %                   | 9 719                    | 77,06 %                  |
|                          |                          |                                  |                           |                           |                          |                          |
| Bulletins enregistrés    | Bulletins enregistrés    | Bulletins enregistrés            | 8 808                     |                           | 9 719                    |                          |
| Bulletins blancs ou nuls | Bulletins blancs ou nuls | Bulletins blancs ou nuls         | 716                       | 8,13 %                    | 509                      | 5,24 %                   |
| Suffrages exprimés       | Suffrages exprimés       | Suffrages exprimés               | 8 092                     | 91,87 %                   | 9 210                    | 94,76 %                  |
|                          |                          |                                  |                           |                           |                          |                          |
|                          | Candidat                 | Parti                            | Suffrages                 | Pourcentage               | Suffrages                | Pourcentage              |
|                          | Michel Roumégoux         | UDF – RPR – DL                   | 2 697                     | 33,33 %                   | 4 710                    | 51,14 %                  |
|                          | Bernard Charles          | PRG – PS – PCF – MDC – Les Verts | 3 837                     | 47,42 %                   | 4 500                    | 48,86 %                  |
|                          | Inconnu                  | DVD                              | 1 558                     | 19,25 %                   |                          |                          |

### Cambrai
Maire sortant : François-Xavier Villain (apparenté RPR) 1992-2001
| Tête de liste | Tête de liste           | Parti                            | 1er tour | 1er tour |
| Tête de liste | Tête de liste           | Parti                            | Voix     | %        |
| ------------- | ----------------------- | -------------------------------- | -------- | -------- |
|               | François-Xavier Villain | RPR - UDF - DL                   | 8 690    | 63,87 %  |
|               | Pierre-Alain Douay      | PS - PCF - Les Verts - PRG - MDC | 3 211    | 23,60 %  |
|               | Jean-Denis Dancourt     | Divers droite                    | 982      | 7,22 %   |
|               | Albert Ponthieu         | MNR                              | 722      | 5,31 %   |

### Châlons-en-Champagne
Maire sortant : Bruno Bourg-Broc (RPR) 1995-2001
| Tête de liste | Tête de liste       | Parti                           | 1er tour |
| Tête de liste | Tête de liste       | Parti                           | Voix     |
| ------------- | ------------------- | ------------------------------- | -------- |
|               | Bruno Bourg-Broc    | Union de la droite (RPR/UDF/DL) | 50,80 %  |
|               | Bernard Barberousse | PCF                             | 19,89 %  |
|               | Gérard Berthiot     | PS                              | 19,09 %  |
|               | Mothe               | FN                              | 10,22 %  |

### Chambéry
Maire sortant : Louis Besson (PS) 1989-1997 puis André Gilbertas (divers app. PS) 1997-2001
| Tête de liste | Tête de liste | Parti                 | 1er tour |
| Tête de liste | Tête de liste | Parti                 | Voix     |
| ------------- | ------------- | --------------------- | -------- |
|               | Louis Besson  | Gauche plurielle (PS) | 50,56 %  |
|               | Xavier Dullin | DL-RPR-UDF            | 49,44 %  |

### Châteauroux
Maire sortant : Jean-Yves Gateaud (PS) 1989-2001
| Tête de liste | Tête de liste       | Parti                                   | 1er tour | 2d tour |
| Tête de liste | Tête de liste       | Parti                                   | Voix     | Voix    |
| ------------- | ------------------- | --------------------------------------- | -------- | ------- |
|               | Jean-François Mayet | RPR-UDF-DL                              | 46,13 %  | 52,54 % |
|               | Jean-Yves Gateaud   | Gauche plurielle (PS-PCF-Les Verts-MDC) | 45,80 %  | 47,45 % |
|               | Michel Arroyo       | PRG                                     | 8,07 %   |         |

### Cherbourg-Octeville
- Maire sortant : Jean-Pierre Godefroy (PS), maire de Cherbourg (1983-2001).

Principaux candidats
- Régine Mrowka, liste ouvrière (LO)
- Bernard Cazeneuve, liste “Gauche plurielle” : Parti socialiste (PS) - Les Verts - Parti communiste français (PCF) - Parti radical de gauche (PRG)
- Charles Valot, liste “Tous tout simplement” (SE)
- Jean Lemière, liste de centre droit “Ensemble et autrement” : Rassemblement pour la République (RPR) - Union pour la démocratie française (UDF) - Démocratie libérale (DL)

| Tête de liste | Tête de liste     | Parti                                         | 1er tour | 1er tour | 2d tour | 2d tour | 2d tour |
| Tête de liste | Tête de liste     | Parti                                         | Voix     | %        | Voix    | %       | Sièges  |
| ------------- | ----------------- | --------------------------------------------- | -------- | -------- | ------- | ------- | ------- |
|               | Bernard Cazeneuve | Gauche plurielle (PS - Les Verts - PCF - PRG) | 5 975    | 48,98 %  | 6 998   | 55,09 % | 34      |
|               | Jean Lemière      | RPR-UDF-DL                                    | 4 675    | 38,32 %  | 5 697   | 44,91 % | 9       |
|               | Régine Mrowka     | Liste ouvrière (LO)                           | 1 083    | 8,88 %   |         |         |         |
|               | Charles Valot     | “Tous tout simplement” (Sans étiquette)       | 466      | 3,82 %   |         |         |         |

- Premier tour : 
  - Inscrits : 23 759. Votants : 12 781. Exprimés : 12 199. Participation : 53,79 %. Abstention : 46,21 %.
- Second tour :
  - Inscrits : 23 759. Votants : 13 204. Exprimés : 12 685. Participation : 55,57 %. Abstention : 44,43 %.

### Clermont-Ferrand
Maire sortant : Serge Godard (PS) 1997-2001
| Tête de liste | Tête de liste   | Liste                                       | 1er tour | 1er tour | 2d tour |
| Tête de liste | Tête de liste   | Liste                                       | Voix     | Voix     | Voix    |
| ------------- | --------------- | ------------------------------------------- | -------- | -------- | ------- |
|               | Serge Godard    | Gauche plurielle (PS-PCF-Les Verts-PRG-MDC) | 15 599   | 43,46 %  | 57,57 % |
|               | Alain Laffont   | LCR                                         | 3 077    | 8,57 %   | 57,57 % |
|               | Paule Oudot     | Union de la droite (UDF-DL-RPR)             | 5 907    | 16,45 %  | 21,65 % |
|               | Michel Fanget   | UDF diss.                                   | 5 207    | 14,50 %  | 20,78 % |
|               | Claudine Lafaye | DVD                                         | 2 149    | 5,98 %   |         |
|               | Abel Poitrineau | MNR                                         | 2 101    | 5,85 %   |         |
|               | Daniel Séguy    | LO                                          | 1 852    | 5,15 %   |         |

### Dijon
Maire sortant : Robert Poujade (RPR) 1971-2001
| Tête de liste | Tête de liste       | Liste                                        | 1er tour | 2d tour |
| Tête de liste | Tête de liste       | Liste                                        | Voix     | Voix    |
| ------------- | ------------------- | -------------------------------------------- | -------- | ------- |
|               | François Rebsamen   | PS –Gauche plurielle (PCF - Les Verts - PRG) | 42,16 %  | 52,14 % |
|               | Jean-François Bazin | RPR - UDF - DL                               | 39,76 %  | 47,85 % |
|               | Charles Cavin       | FN                                           | 5,70 %   |         |
|               | Pierre Pertus       | MDC                                          | 5,56 %   |         |
|               | Nadine Gillaizeau   | MNR                                          | 2,69 %   |         |
|               | Jacqueline Lambert  | LO                                           | 2,58 %   |         |
|               | Lucien Perron       | PT                                           | 1,55 %   |         |

### Drancy
Maire sortant : Gilbert Conte (PCF) 1997-2001
| Tête de liste | Tête de liste           | Liste                                       | 1er tour |
| Tête de liste | Tête de liste           | Liste                                       | Voix     |
| ------------- | ----------------------- | ------------------------------------------- | -------- |
|               | Jean-Christophe Lagarde | UDF-RPR-DL                                  | 50,84 %  |
|               | Gilbert Conte           | Gauche plurielle (PCF-PS-Les Verts-PRG-MDC) | 41,35 %  |
|               | Idilio Valdenebro       | LO                                          | 7,81 %   |

### Dunkerque
Maire sortant : Michel Delebarre PS 1989-2001
| Tête de liste | Tête de liste    | Liste                                       | 1er tour | 1er tour | 2d tour |
| Tête de liste | Tête de liste    | Liste                                       | Voix     | Voix     | Voix    |
| ------------- | ---------------- | ------------------------------------------- | -------- | -------- | ------- |
|               | Michel Delebarre | Gauche plurielle (PS-PCF-Les Verts-PRG-MDC) | 14 913   | 49,86 %  | 55,64 % |
|               | Franck Dhersin   | RPR - UDF - DL                              | 9 250    | 30,93 %  | 31,87 % |
|               | Philippe Eymery  | MNR                                         | 3 947    | 13,19 %  | 12,49 % |
|               | Jacques Volant   | LO                                          | 1 795    | 6,00 %   |         |

### Grenoble
Maire sortant : Michel Destot (PS) 1995-2001
| Tête de liste | Tête de liste      | Liste                                   | 1er tour | 1er tour | 2d tour |
| Tête de liste | Tête de liste      | Liste                                   | Voix     | Voix     | Voix    |
| ------------- | ------------------ | --------------------------------------- | -------- | -------- | ------- |
|               | Max Micoud         | RPR - UDF - DL                          | 13 323   | 34,68 %  | 48,95 % |
|               | Michel Destot      | Gauche plurielle (PS – PCF - PRG - MDC) | 11 475   | 29,87 %  | 51,04 % |
|               | Pierre Kermen      | Les Verts - DVG (« GO Citoyenneté »)    | 7 596    | 19,77 %  | 51,04 % |
|               | Hugues Petit       | FN                                      | 2 769    | 7,20 %   |         |
|               | Roland Calmel      | LO                                      | 1 298    | 3,37 %   |         |
|               | Roseline Vachetta  | LCR                                     | 1 016    | 2,64 %   |         |
|               | Jean-Pierre Doujon | PT                                      | 939      | 2,44 %   |         |

### La Rochelle
Maire sortant : Maxime Bono (PS) 1999-2001
| Tête de liste | Tête de liste      | Liste                                         | 1er tour | 1er tour | 1er tour                                            |
| Tête de liste | Tête de liste      | Liste                                         | Voix     | Voix     | Sièges                                              |
| ------------- | ------------------ | --------------------------------------------- | -------- | -------- | --------------------------------------------------- |
|               | Maxime Bono        | Gauche plurielle (PS - PRG - PCF - Les Verts) | 15 190   | 67,36 %  | 43 (PS : 16, PRG : 12, PCF : 9, Verts : 4, DVG : 2) |
|               | Philippe Chastenet | UDF                                           | 3 366    | 14,93 %  | 4                                                   |
|               | André Rougé        | RPR                                           | 2 302    | 10,21 %  | 2                                                   |
|               | Gilles Bredillot   | MNR                                           | 1 080    | 4,79 %   |                                                     |

### La Roche-sur-Yon
Maire sortant : Jacques Auxiette (PS) 1977-2001
| Tête de liste | Tête de liste     | Liste                                   | 1er tour |
| Tête de liste | Tête de liste     | Liste                                   | Voix     |
| ------------- | ----------------- | --------------------------------------- | -------- |
|               | Boursier          | Divers gauche                           | 14,41 %  |
|               | Jacques Auxiette  | Gauche plurielle (PS-Les Verts-PCF-PRG) | 53,50 %  |
|               | Georges Couturier | UDF-DL-RPR                              | 32,19 %  |

### Le Havre
- Maire sortant : Antoine Rufenacht (RPR), maire 1995-2001.

| Tête de liste | Tête de liste               | Liste          | 1er tour | 2d tour |
| Tête de liste | Tête de liste               | Liste          | Voix     | Voix    |
| ------------- | --------------------------- | -------------- | -------- | ------- |
|               | Antoine Rufenacht           | RPR - UDF - DL | 46,10 %  | 57,87 % |
|               | Daniel Paul                 | PCF - PS       | 23,11 %  | 42,13 % |
|               | Paul Dhaille                | PRG (diss. PS) | 10,84 %  | 42,13 % |
|               | Philippe Fouché-Saillenfest | MNR            | 6,47 %   |         |
|               | Jean-François Touzé         | FN             | 5,30 %   |         |
|               | François Leroux             | LCR            | 3,86 %   |         |
|               | Éric Donfu                  | Divers gauche  | 3,48 %   |         |
|               | Zimmermann                  | Extreme gauche | 0,84 %   |         |

- Premier tour. Taux de participation était de 54,41 %, soit 45,59 % d'abstention.
- Second tour. Taux de participation était de 55,51 %, soit 44,49 % d'abstention.

### Le ''Mans
Maire sortant : Robert Jarry (MGP) 1977-2001
| Tête de liste | Tête de liste       | Liste                                                     | 1er tour | 1er tour | 2d tour | 2d tour | 2d tour |
| Tête de liste | Tête de liste       | Liste                                                     | Voix     | Voix     | Voix    | Voix    | Sièges  |
| ------------- | ------------------- | --------------------------------------------------------- | -------- | -------- | ------- | ------- | ------- |
|               | Jean-Claude Boulard | Gauche plurielle (PS - MGP - PCF - Les Verts - PRG - MDC) | 25 481   | 47,58 %  | 29 515  | 51,65 % | 42      |
|               | Jean-Marie Geveaux  | RPR - UDF - DL                                            | 23 181   | 43,28 %  | 27 628  | 48,35 % | 13      |
|               | François Garcia     | LO                                                        | 2 784    | 5,20 %   |         |         |         |
|               | Pierre-Jean Bodiger | FN                                                        | 2 112    | 3,94 %   |         |         |         |

- Premier tour : 
  - Inscrits : 93 151 - Exprimés : 53 558 - Votants : 55579
- Second tour : 
  - Inscrits : 93 151 - Exprimés : 57 143

### Lille
Maire sortant : Pierre Mauroy (PS) 1972-2001
| Tête de liste | Tête de liste    | Liste                | 1er tour | 1er tour | 2d tour |
| Tête de liste | Tête de liste    | Liste                | Voix     | Voix     | Voix    |
| ------------- | ---------------- | -------------------- | -------- | -------- | ------- |
|               | Martine Aubry    | PS - PCF - PRG - MDC | 18 767   | 34,52 %  | 49,60 % |
|               | Eric Quiquet     | Les Verts            | 8 437    | 15,52 %  | 49,60 % |
|               | Christian Decocq | RPR - UDF - DL       | 11 967   | 22,01 %  | 37,54 % |
|               | Philippe Bernard | FN                   | 6 271    | 11,53 %  | 12,86 % |
|               | Nicole Baudrin   | LO                   | 2 954    | 5,43 %   |         |
|               | Alain Bienvenu   | RPF                  | 2 533    | 4,65 %   |         |
|               | Nicolas Taquet   | LCR                  | 1 793    | 3,29 %   |         |
|               | Farid Sellani    | Divers gauche        | 1 242    | 2,28 %   |         |
|               | Martine Montagne | PT                   | 393      | 0,72 %   |         |

### Limoges
| Tête de liste | Tête de liste           | Liste                                         | 1er tour | 1er tour | 1er tour                             |
| Tête de liste | Tête de liste           | Liste                                         | Voix     | Voix     | Sièges                               |
| ------------- | ----------------------- | --------------------------------------------- | -------- | -------- | ------------------------------------ |
|               | Alain Rodet             | PS–Union de la gauche (PCF-ADS-PRG-MDC-Ecolo) | 25 143   | 53,05 %  | 44 (30 PS/DVG, 8 PC, 4 Ecolo, 2 ADS) |
|               | Beatrice Martineau      | (RPR-UDF)                                     | 9 150    | 19,31 %  | 6 (5 RPR/UMP, 1 UDF)                 |
|               | Jean-Louis Pages        | Les Verts                                     | 3 586    | 7,57 %   | 2                                    |
|               | Philippe Pauliat-Defaye | DVD                                           | 3 553    | 7,50 %   | 2                                    |
|               | Antoine Orabona         | MNR                                           | 2 743    | 5,79 %   | 1                                    |
|               | Claudine Roussie        | LO                                            | 1 772    | 3,74 %   |                                      |
|               | Daniel Clerembaux       | LCR                                           | 1 450    | 3,06 %   |                                      |

### Lons-le-Saunier
Maire sortant : Jacques Pélissard (RPR) 1989-2001
| Tête de liste | Tête de liste     | Liste                                       | 1er tour |
| Tête de liste | Tête de liste     | Liste                                       | Voix     |
| ------------- | ----------------- | ------------------------------------------- | -------- |
|               | Jacques Pélissard | RPR-UDF-DL                                  | 61,82 %  |
|               | Yves Colmou       | Gauche plurielle (PS-PCF-Les Verts-MDC-PRG) | 38,17 %  |

### Lorient
Maire sortant : Norbert Métairie (PS) 1998-2001
| Tête de liste | Tête de liste    | Liste                                   | 1er tour | 2d tour |
| Tête de liste | Tête de liste    | Liste                                   | Voix     | Voix    |
| ------------- | ---------------- | --------------------------------------- | -------- | ------- |
|               | Norbert Métairie | Gauche plurielle (PS-PCF-Les Verts-UDB) | 47,26 %  | 58,8 %  |
|               | Fabrice Loher    | RPR-UDF-DL                              | 29,29 %  | 41,1 %  |
|               |                  | DL diss.                                | 8,97 %   |         |
|               |                  | MNR                                     | 6,50 %   |         |
|               |                  | DVG                                     | 7,96 %   |         |

### Lyon
Maire sortant : Raymond Barre (Sans étiquette) 1995-2001
|                          |                          |                                  | Premier tour 11 mars 2001 | Premier tour 11 mars 2001 | Second tour 18 mars 2001 | Second tour 18 mars 2001 |
| ------------------------ | ------------------------ | -------------------------------- | ------------------------- | ------------------------- | ------------------------ | ------------------------ |
| Inscrits                 | Inscrits                 | Inscrits                         | 218 140                   |                           | 218 140                  |                          |
| Abstentions              | Abstentions              | Abstentions                      | 83 793                    | 38,41 %                   | 75 047                   | 34,4 %                   |
| Votants                  | Votants                  | Votants                          | 134 347                   | 61,59 %                   | 143 093                  | 65,6 %                   |
|                          |                          |                                  |                           |                           |                          |                          |
| Bulletins enregistrés    | Bulletins enregistrés    | Bulletins enregistrés            | 134 347                   |                           | 143 093                  |                          |
| Bulletins blancs ou nuls | Bulletins blancs ou nuls | Bulletins blancs ou nuls         | 3 750                     | 2,79 %                    | 4 920                    | 3,44 %                   |
| Suffrages exprimés       | Suffrages exprimés       | Suffrages exprimés               | 130 597                   | 97,21 %                   | 138 173                  | 96,56 %                  |
|                          |                          |                                  |                           |                           |                          |                          |
|                          | Candidat                 | Parti                            | Suffrages                 | Pourcentage               | Suffrages                | Pourcentage              |
|                          | Gérard Collomb           | PS – Les Verts – PCF – PRG – MDC | 43 043                    | 32,96 %                   | 67 097                   | 48,56 %                  |
|                          | Michel Mercier           | UDF – RPR – DL                   | 31 918                    | 24,44 %                   | 50 123                   | 36,28 %                  |
|                          | Charles Millon           | DLC – DVD                        | 30 168                    | 23,1 %                    | 19 364                   | 14,01 %                  |
|                          | De Gaulle                | FN                               | 9 063                     | 6,94 %                    | 1 589                    | 1,15 %                   |
|                          | Inconnu                  | LCR                              | 5 119                     | 3,92 %                    |                          |                          |
|                          | Inconnu                  | Sans étiquette                   | 4 284                     | 3,28 %                    |                          |                          |
|                          | Inconnu                  | LO                               | 2 421                     | 1,85 %                    |                          |                          |
|                          | Inconnu                  | DVD                              | 2 089                     | 1,6 %                     |                          |                          |
|                          | Inconnu                  | PT                               | 679                       | 0,52 %                    |                          |                          |
|                          | Le Gallou                | MNR                              | 601                       | 0,46 %                    |                          |                          |
|                          | Inconnu                  | Écologie                         | 566                       | 0,43 %                    |                          |                          |
|                          | Inconnu                  | UDF diss.                        | 353                       | 0,27 %                    |                          |                          |
|                          | Inconnu                  | DVG                              | 274                       | 0,21 %                    |                          |                          |
|                          | Autres candidats         | -                                | 19                        | 0,01 %                    |                          |                          |

### Marseille
.

Résultats par secteurs

- Maire sortant : Jean-Claude Gaudin (DL) 1995-2001

|                          |                          |                            | Premier tour 11 mars 2001 | Premier tour 11 mars 2001 | Second tour 18 mars 2001 | Second tour 18 mars 2001 |
| ------------------------ | ------------------------ | -------------------------- | ------------------------- | ------------------------- | ------------------------ | ------------------------ |
| Inscrits                 | Inscrits                 | Inscrits                   | 411 520                   |                           | 344 511                  |                          |
| Abstentions              | Abstentions              | Abstentions                | 196 883                   | 47,84 %                   | 159 392                  | 46,27 %                  |
| Votants                  | Votants                  | Votants                    | 214 637                   | 52,16 %                   | 185 119                  | 53,73 %                  |
|                          |                          |                            |                           |                           |                          |                          |
| Bulletins enregistrés    | Bulletins enregistrés    | Bulletins enregistrés      | 214 637                   |                           | 185 119                  |                          |
| Bulletins blancs ou nuls | Bulletins blancs ou nuls | Bulletins blancs ou nuls   | 7 959                     | 3,71 %                    | 7 087                    | 3,83 %                   |
| Suffrages exprimés       | Suffrages exprimés       | Suffrages exprimés         | 206 678                   | 96,29 %                   | 178 032                  | 96,17 %                  |
|                          |                          |                            |                           |                           |                          |                          |
|                          | Candidat                 | Parti                      | Suffrages                 | Pourcentage               | Suffrages                | Pourcentage              |
|                          | Jean-Claude Gaudin       | DL – UDF – RPR             | 82 234                    | 39,79 %                   | 86 472                   | 48,57 %                  |
|                          | René Olmeta              | PS – PCF – PRG – Les Verts | 62 418                    | 30,2 %                    | 69 815                   | 39,21 %                  |
|                          | Bruno Mégret             | MNR                        | 21 579                    | 10,44 %                   | 21 745                   | 12,21 %                  |
|                          | Maurice Gros             | FN                         | 15 113                    | 7,31 %                    |                          |                          |
|                          | Inconnu                  | DVG                        | 9 692                     | 4,69 %                    |                          |                          |
|                          | Inconnu                  | Extrême gauche             | 8 382                     | 4,06 %                    |                          |                          |
|                          | François Franceschi      | RPF                        | 6 409                     | 3,1 %                     |                          |                          |
|                          | Inconnu                  | DVD                        | 851                       | 0,41 %                    |                          |                          |

### Metz
Maire sortant : Jean-Marie Rausch (UDF) 1971-2001
| Tête de liste | Tête de liste           | Liste                               | 1er tour | 2d tour |
| Tête de liste | Tête de liste           | Liste                               | Voix     | Voix    |
| ------------- | ----------------------- | ----------------------------------- | -------- | ------- |
|               | Dominique Gros          | Gauche plurielle (PS-PCF-Les Verts) | 22,80 %  | 35,91 % |
|               | Jean-Marie Rausch       | UDF-DL                              | 36,98 %  | 46,78 % |
|               | Marie-Jo Zimmermann     | RPR                                 | 16,13 %  | 17,31 % |
|               | Thierry Gourlot         | FN                                  | 6,27 %   |         |
|               | Jean-Christophe Legrand | DVD                                 | 5,95 %   |         |
|               | Étienne Hodara          | LO                                  | 4,21 %   |         |
|               | Jacques Marchal         | MNR                                 | 3,42 %   |         |
|               | Daniel Delrez           | PRG                                 | 2,94 %   |         |
|               | Di Batista              | PT                                  | 1,30 %   |         |

### Montauban
Maire sortant : Roland Garrigues (PS) 1994-2001
| Tête de liste | Tête de liste    | Liste                                       | 1er tour | 1er tour | 2d tour |
| Tête de liste | Tête de liste    | Liste                                       | Voix     | Voix     | Voix    |
| ------------- | ---------------- | ------------------------------------------- | -------- | -------- | ------- |
|               | Brigitte Barèges | Liste de centre droit (UDF-RPR-DL)          | 9 098    | 42,56 %  | 51,41 % |
|               | Roland Garrigues | Gauche plurielle (PS-PCF-Les Verts-PRG-MDC) | 9 849    | 46,07 %  | 44,66 % |
|               | Magnani          | FN                                          | 2 431    | 11,37 %  | 3,93 %  |

### Montpellier
Maire sortant : Georges Frêche (PS) 1977-2001
| Tête de liste | Tête de liste       | Liste                                         | 1er tour | 2d tour |
| Tête de liste | Tête de liste       | Liste                                         | Voix     | Voix    |
| ------------- | ------------------- | --------------------------------------------- | -------- | ------- |
|               | Georges Frêche      | « Union de la gauche » (PS - PCF - PRG - MDC) | 38,76 %  | 56,34 % |
|               | Jean-Louis Roumégas | Les Verts                                     | 12,54 %  | 56,34 % |
|               | Olivier Dugrip      | Liste de centre droit (RPR - UDF - DL)        | 17,72 %  | 43,65 % |
|               | Line Galissaires    | EXG                                           | 8,08 %   |         |
|               | Yves Loubatières    | DVD                                           | 8,34 %   |         |
|               | Alain Jamet         | FN                                            | 7,49 %   |         |
|               | René Graverot       | MNR                                           | 4,03 %   |         |
|               | Gérard Straumann    | ÉCO                                           | 3,04 %   |         |

### Montreuil
Maire sortant : Jean-Pierre Brard (PCF) 1984-2001
| Tête de liste | Tête de liste      | Liste                                                      | 1er tour | 1er tour | 2d tour | 2d tour | 2d tour |
| Tête de liste | Tête de liste      | Liste                                                      | Voix     | Voix     | Voix    | Voix    | Sièges  |
| ------------- | ------------------ | ---------------------------------------------------------- | -------- | -------- | ------- | ------- | ------- |
|               | Jean-Pierre Brard  | Montreuil solidaire - Gauche plurielle (PCF-PS-MDC)        | 7 907    | 38,90 %  | 8 772   | 42,59 % | 38      |
|               | Patrick Petitjean  | Montreuil ville ouverte (Les Verts)                        | 4 100    | 20,17 %  | 5 924   | 28,76 % | 8       |
|               | Marie-France Attia | Liste de centre droit - Montreuil renouveau (RPR - UDF-DL) | 3 424    | 16,85 %  | 3 792   | 18,41 % | 5       |
|               | Michel Bouiges     | Montreuil sécurité (MNR)                                   | 2 326    | 11,44 %  | 2 108   | 10,23 % | 2       |
|               | Annie Rieupet      | (LO)                                                       | 961      | 4,73 %   |         |         |         |
|               | François Mailloux  | « 100 % à Gauche » (LCR)                                   | 895      | 4,40 %   |         |         |         |
|               | Christel Keiser    | Démocratie communale (PT)                                  | 713      | 3,51 %   |         |         |         |

- Premier tour : 
  - Inscrits : 44 635 - Votants : 21 327 - Exprimés : 20 326
- Second tour : 
  - Inscrits : 44 635 - Votants : 21 228 - Exprimés : 20 596

### Mulhouse
Maire sortant : Jean-Marie Bockel (PS) 1989-2001
| Tête de liste | Tête de liste     | Liste                                       | 1er tour | 2d tour |
| Tête de liste | Tête de liste     | Liste                                       | Voix     | Voix    |
| ------------- | ----------------- | ------------------------------------------- | -------- | ------- |
|               | Jean-Marie Bockel | Gauche plurielle (PS-PCF-Les Verts-PRG-MRC) | 45,08 %  | 52,35 % |
|               | Bernard Stoessel  | Liste de centre droit (UDF-RPR-DL)          | 22,61 %  | 26,40 % |
|               | Gérard Freulet    | MNR                                         | 20,11 %  | 21,25 % |
|               | Patrick Binder    | FN                                          | 6,80 %   |         |
|               | Ruch              | Extrême gauche                              | 5,40 %   |         |

### Nancy
Maire sortant : André Rossinot (UDF-RAD) 1983-2001
| Tête de liste | Tête de liste       | Liste                                               | 1er tour | 1er tour | 2d tour |
| Tête de liste | Tête de liste       | Liste                                               | Voix     | Voix     | Voix    |
| ------------- | ------------------- | --------------------------------------------------- | -------- | -------- | ------- |
|               | André Rossinot      | Liste de centre droit (UDF/RAD-RPR-DL)              | 10 961   | 42,74 %  | 50,81 % |
|               | Jean-Yves Le Déaut  | Gauche plurielle (PS – PCF - Les Verts - PRG - MDC) | 6 750    | 26,32 %  | 35,78 % |
|               | Françoise Hervé     | DVD                                                 | 4 368    | 17,03 %  | 13,41 % |
|               | Philippe Louis      | GE                                                  | 1 521    | 5,93 %   |         |
|               | Christiane Nimsgern | LO                                                  | 1 156    | 4,50 %   |         |
|               | Isabelle Gérard     | LCR                                                 | 889      | 3,46 %   |         |

### Nanterre
Maire sortant : Jacqueline Fraysse (PCF) 1988-2001
| Tête de liste | Tête de liste      | Liste                              | 1er tour | 2d tour |
| Tête de liste | Tête de liste      | Liste                              | Voix     | Voix    |
| ------------- | ------------------ | ---------------------------------- | -------- | ------- |
|               | Jacqueline Fraysse | Gauche plurielle (PCF-PS-MDC)      | 44,52 %  | 45,29 % |
|               | Creuzet            | Liste de centre droit (UDF-RPR-DL) | 33,31 %  | 38,51 % |
|               | Demercastel        | Les Verts                          | 15,85 %  | 16,20 % |
|               | Vilotic            | EXG                                | 1,83 %   |         |
|               | Schweizer          | «100 % à Gauche» (LCR)             | 4,49 %   |         |

### Nantes
Maire sortant : Jean-Marc Ayrault (PS) 1989-2001
| Tête de liste | Tête de liste       | Liste                                               | 1er tour | 1er tour |
| Tête de liste | Tête de liste       | Liste                                               | Voix     | Voix     |
| ------------- | ------------------- | --------------------------------------------------- | -------- | -------- |
|               | Hélène Defrance     | LO                                                  | 4 650    | 5,52 %   |
|               | Jean-Marc Ayrault   | Gauche plurielle (PS - PCF - Les Verts - PRG - MDC) | 46 212   | 54,94 %  |
|               | Jean-Luc Harousseau | Liste de centre droit (RPR-UDF-DL)                  | 28 721   | 34,14 %  |
|               | Pierre Péraldi      | MNR                                                 | 1 981    | 2,35 %   |
|               | Philippe Bruneau    | FN                                                  | 2 543    | 3,02 %   |

### Nevers
Maire sortant : Didier Boulaud (PS) 1993-1995
| Tête de liste | Tête de liste  | Liste                                       | 1er tour | 2d tour |
| Tête de liste | Tête de liste  | Liste                                       | Voix     | Voix    |
| ------------- | -------------- | ------------------------------------------- | -------- | ------- |
|               | Didier Boulaud | Gauche plurielle (PS-PCF-Les Verts-PRG-MRC) | 48,61 %  | 53,23 % |
|               | Morel          | UDF-RPR- DL                                 | 36,37 %  | 46,76 % |
|               | Lemoine        | LO                                          | 8,68 %   |         |
|               | Mechin         | DVG                                         | 6,34 %   |         |

### Nice
Maire sortant : Jacques Peyrat (RPR) 1995-2001
| Tête de liste | Tête de liste             | Liste                                               | 1er tour | 1er tour | 2d tour | 2d tour |
| Tête de liste | Tête de liste             | Liste                                               | Voix     | Voix     | Voix    | Voix    |
| ------------- | ------------------------- | --------------------------------------------------- | -------- | -------- | ------- | ------- |
|               | Jacques Peyrat (ex-FN)    | Liste de centre droit (RPR-UDF-DL-MPF)              | 37 256   | 37,25 %  | 49 440  | 44,48 % |
|               | Patrick Mottard           | Gauche plurielle (PS - PCF - Les Verts - PRG - MDC) | 28 581   | 28,57 %  | 45 916  | 41,31 % |
|               | Marie-France Stirbois     | FN                                                  | 11 981   | 11,98 %  | 15 788  | 14,20 % |
|               | Jacqueline Mathieu-Obadia | DVD                                                 | 8 026    | 8,02 %   |         |         |
|               | Joseph Ciccolini          | DVG                                                 | 4 789    | 4,79 %   |         |         |
|               | Jean Icart                | MEI - DVD                                           | 4 723    | 4,72 %   |         |         |
|               | Xavier Caittucoli         | MNR                                                 | 3 025    | 3,02 %   |         |         |
|               | Alain Roullier            | Régionaliste niçois                                 | 1 640    | 1,64 %   |         |         |

### Nîmes
Maire sortant : Alain Clary (PCF) 1995-2001
| Tête de liste | Tête de liste        | Liste                            | 1er tour | 2d tour |
| Tête de liste | Tête de liste        | Liste                            | Voix     | Voix    |
| ------------- | -------------------- | -------------------------------- | -------- | ------- |
|               | Alain Clary          | PCF - PS - Les Verts - MDC - PRG | 34,28 %  | 44,33 % |
|               | Jean-Paul Fournier   | RPR - UDF - DL                   | 34,09 %  | 55,67 % |
|               | Lucien Ruty          | FN                               | 9,54 %   |         |
|               | Élizabeth Pascal     | MNR                              | 5,85 %   |         |
|               | Jean-François Detrie | ECO                              | 5,71 %   |         |
|               | Jacky Sagnard        | DVD                              | 4,61 %   |         |
|               | Christophe Jalaguier | DVG                              | 2,46 %   |         |
|               | Paul Raynaud         | DVD                              | 1,79 %   |         |
|               | Abdelkader Maada     | SE                               | 1,67 %   |         |

### Niort
Maire sortant : Bernard Bellec (PS) 1985-2001
| Tête de liste | Tête de liste          | Liste                                       | 1er tour | 2d tour |
| Tête de liste | Tête de liste          | Liste                                       | Voix     | Voix    |
| ------------- | ---------------------- | ------------------------------------------- | -------- | ------- |
|               | Bernard Bellec         | Gauche plurielle (PS-Les Verts-PCF-PRG-MDC) | 47,92 %  | 51,05 % |
|               | Garcia                 | Liste de centre droit (RPR-UDF-DL)          | 38,45 %  | 48,95 % |
|               | Veyssière              | PT                                          | 8,82 %   |         |
|               | Jean-Romée Charbonneau | FN                                          | 4,81 %   |         |

### Orléans
Maire sortant : Jean-Pierre Sueur (PS) 1989-2001
| Tête de liste | Tête de liste        | Liste      | 1er tour | 2d tour |
| Tête de liste | Tête de liste        | Liste      | Voix     | Voix    |
| ------------- | -------------------- | ---------- | -------- | ------- |
|               | Jean-Pierre Sueur    | PS         | 42,53 %  | 47,57 % |
|               | Serge Grouard        | RPR-UDF-DL | 44,01 %  | 52,42 % |
|               | « candidat inconnu » | PCF        | 8,96 %   |         |
|               | « candidat inconnu » | LO         | 4,50 %   |         |

### Pau
Maire sortant : André Labarrère (PS) 1971-1995
| Tête de liste | Tête de liste      | Liste                                  | 1er tour |
| Tête de liste | Tête de liste      | Liste                                  | Voix     |
| ------------- | ------------------ | -------------------------------------- | -------- |
|               | André Labarrère    | Union de la gauche (PS - PCF - PRG)    | 56,67 %  |
|               | Patrick De Stampa  | Liste de centre droit (RPR - UDF - DL) | 25,39 %  |
|               | Elisabeth Belaubre | Les Verts                              | 12,97 %  |
|               | Jacques Henriot    | FN                                     | 4,97 %   |

### Périgueux
Maire sortant : Yves Guéna 1971-1997 et Xavier Darcos (RPR) 1997-2001
| Tête de liste | Tête de liste  | Liste                                     | 1er tour |
| Tête de liste | Tête de liste  | Liste                                     | Voix     |
| ------------- | -------------- | ----------------------------------------- | -------- |
|               | Xavier Darcos  | Liste de centre droit (RPR-UDF-DL)        | 59,73 %  |
|               | Michel Moyrand | Union de la gauche (PS-PCF-Les Verts-PRG) | 33,51 %  |
|               | Daniel Géry    | FN                                        | 6,77 %   |

### Poitiers
- Maire sortant : Jacques Santrot (PS) 1977-2001

Principaux candidats
- Ludovic Gaillard, liste « Ouvrière » (Lutte ouvrière (LO)
- Nadine Courilleau, liste « 100 % à Gauche » Ligue communiste révolutionnaire (LCR)
- Jacques Santrot liste “Gauche plurielle”: Parti socialiste (PS) - Les Verts (France) (Les Verts) - Parti communiste français (PCF) - Mouvement Radical de Gauche (MRG)
- Élisabeth Morin liste de centre-droite Rassemblement pour la République (RPR) - Union pour la démocratie française (UDF) - DL

| Tête de liste | Tête de liste     | Liste                                         | 1er tour | 2d tour | 2d tour |
| Tête de liste | Tête de liste     | Liste                                         | Voix     | Voix    | Sièges  |
| ------------- | ----------------- | --------------------------------------------- | -------- | ------- | ------- |
|               | Jacques Santrot   | Gauche plurielle (PS - Les Verts - PCF - MRG) | 48,38 %  | 53,00 % | 38      |
|               | Élisabeth Morin   | Liste de centre droit (RPR - UDF - DL)        | 41,94 %  | 47,00 % | 11      |
|               | Ludovic Gaillard  | Liste ouvrière (LO)                           | 5,33 %   |         |         |
|               | Nadine Courilleau | Liste citoyenne (LCR)                         | 4,35 %   |         |         |

### Privas
Maire sortant : Amédée Imbert (DL) 1979-2001
| Tête de liste | Tête de liste | Liste                 | 1er tour | 1er tour |
| Tête de liste | Tête de liste | Liste                 | Voix     | Voix     |
| ------------- | ------------- | --------------------- | -------- | -------- |
|               | Michel Valla  | (DL-RPR)              | 1 904    | 50,25 %  |
|               | Yves Chastan  | Gauche plurielle (PS) | 1885     | 49,75 %  |

Taux de participation était de 66,22 %, soit 33,78 % d'abstention

### Reims
- Maire sortant : Jean-Louis Schneiter (UDF) 1983-2001

| Tête de liste | Tête de liste        | Liste                                       | 1er tour | 2d tour | 2d tour |
| Tête de liste | Tête de liste        | Liste                                       | Voix     | Voix    | Sièges  |
| ------------- | -------------------- | ------------------------------------------- | -------- | ------- | ------- |
|               | Adeline Hazan        | Gauche plurielle (PS-PCF-Les Verts-MRG-MDC) | 34,84 %  | 48,41 % | 14      |
|               | Jean-Louis Schneiter | DL-UDF                                      | 30,04 %  | 51,58 % | 45      |
|               | Jean-Claude Thomas   | DL-RPR                                      | 23,75 %  | 51,58 % | 45      |
|               | Thomas Rose          | LO                                          | 5,33 %   |         |         |
|               | Anthony Smith        | LCR                                         | 3,55 %   |         |         |
|               | Jean-Pierre Catte    | DVD                                         | 2,46 %   |         |         |

### Rennes
Maire sortant : Edmond Hervé (PS) 1977-2001
| Tête de liste | Tête de liste     | Liste                                                                  | 1er tour | 1er tour | 2d tour      | 2d tour | 2d tour |
| Tête de liste | Tête de liste     | Liste                                                                  | Voix     | Voix     | Voix         | Voix    | Sièges  |
| ------------- | ----------------- | ---------------------------------------------------------------------- | -------- | -------- | ------------ | ------- | ------- |
|               | Edmond Hervé      | “Rennes ensemble avec Edmond Hervé” (PS-PCF-Les Verts-UDB-PRG)         | 25 654   | 44,64 %  | 57,23 %      | 32 991  | 48      |
|               | Loïck Lebrun      | “Rennes, l'élan 2001” (UDF-RPR-DL)                                     | 18 395   | 32,01 %  | 42,77 %      | 24 660  | 13      |
|               | Patrick Mainguené | Motivé-e-s (DVG)                                                       | 4 725    | 8,22 %   | Non qualifié |         |         |
|               | Françoise Bagnaud | “Tous et Toutes Ensemble à Gauche”                                     | 2 324    | 4,04 %   | Non qualifié |         |         |
|               | Raymond Madec     | LO                                                                     | 2 811    | 4,89 %   | Non qualifié |         |         |
|               | Brigitte Neveux   | “Rennes fait front” (FN)                                               | 1 545    | 2,69 %   | Non qualifié |         |         |
|               | Pierre Janton     | “Entente nationale pour plus de sécurité et moins de gaspillage” (MNR) | 1 027    | 1,79 %   | Non qualifié |         |         |
|               | Jean-Paul Tual    | “Services publics, démocratie communale, laïcité et droits ouvriers”   | 984      | 1,71 %   | Non qualifié |         |         |

### Roubaix
Maire sortant : René Vandierendonck (UDF/CDS puis PS) 1994-2001
| Tête de liste | Tête de liste        | Liste                              | 1er tour | 2d tour |
| Tête de liste | Tête de liste        | Liste                              | Voix     | Voix    |
| ------------- | -------------------- | ---------------------------------- | -------- | ------- |
|               | René Vandierendonck  | Gauche plurielle (PS-PCF-PRG-MRC)  | 29,54 %  | 43,21 % |
|               | Slimane Tir          | Les Verts                          | 10,49 %  | 43,21 % |
|               | Arnaud Verspieren    | Liste de centre droit (UDF-RPR-DL) | 20,39 %  | 34,05 % |
|               | Guy Cannie           | FN                                 | 12,81 %  | 14,42 % |
|               | Yves-Pascal Renouard | DVD                                | 10,10 %  | 8,33 %  |
|               | Yann Phelippeau      | MNR                                | 6,15 %   |         |
|               | Myriam Croenne       | « Roubaix 100 % à Gauche » (LCR)   | 4,39 %   |         |
|               | Rachid Rizoug        | Alternative Citoyenne (DVG)        | 3,44 %   |         |
|               | Djamel Kerrouche     | Divers gauche                      | 2,67 %   |         |

### Rouen
Maire sortant : Yvon Robert (PS) 1995-2001
| Tête de liste | Tête de liste           | Liste                                  | 1er tour | 2d tour |
| Tête de liste | Tête de liste           | Liste                                  | Voix     | Voix    |
| ------------- | ----------------------- | -------------------------------------- | -------- | ------- |
|               | Pierre Albertini        | Liste de centre droit (UDF - RPR - DL) | 35,55 %  | 51,25 % |
|               | Yvon Robert             | Union de la gauche (PS-PCF-PRG - MDC)  | 34,84 %  | 48,75 % |
|               | Guillaume Grima         | Les Verts                              | 10,37 %  | 48,75 % |
|               | Dominique Chaboche      | FN                                     | 4,04 %   |         |
|               | Hubert de Bailliencourt | DVD                                    | 3,17 %   |         |
|               | Alain Paubert           | Liste « Rouen 100 % à Gauche » (LCR)   | 2,38 %   |         |
|               | Gisèle Lapeyre          | LO                                     | 2,96 %   |         |
|               | Patricia Nodjiadjim     | Liste “action infirmières” (SE)        | 2,91 %   |         |
|               | Gilles Pennelle         | MNR                                    | 3,78 %   |         |

### Saint-Denis
Maire sortant : Patrick Braouezec (PCF) 1991-2001
| Tête de liste | Tête de liste     | Liste                                       | 1er tour |
| Tête de liste | Tête de liste     | Liste                                       | Voix     |
| ------------- | ----------------- | ------------------------------------------- | -------- |
|               | Patrick Braouezec | Gauche plurielle (PCF-PS-Les Verts-PRG-MDC) | 53,00 %  |
|               | Nicol             | Liste de centre droit (RPR - UDF - DL)      | 13,42 %  |
|               | Galvaire          | MNR                                         | 15,61 %  |
|               | Julien            | LO                                          | 6,03 %   |
|               | Bourquin          | LCR                                         | 5,34 %   |
|               | Chevreau          | EXG                                         | 2,36 %   |
|               | Trigory           | DVD                                         | 4,24 %   |

### Saint-Étienne
Maire sortant : Michel Thiollière (UDF) 1995-2001
| Tête de liste | Tête de liste     | Liste                                       | 1er tour | 1er tour | 2d tour | 2d tour |
| Tête de liste | Tête de liste     | Liste                                       | Voix     | Voix     | Voix    | Sièges  |
| ------------- | ----------------- | ------------------------------------------- | -------- | -------- | ------- | ------- |
|               | Michel Thiollière | Liste de centre droit (UDF-RPR-DL)          | 17 952   | 37,44 %  | 44,95 % | 44      |
|               | Gérard Lindeperg  | Gauche plurielle (PS–PCF-Les Verts-PRG-MDC) | 17 197   | 35,01 %  | 42,80 % | 13      |
|               | Charles Perrot    | FN                                          | 8 927    | 17,41 %  | 12,24 % | 2       |
|               | Edmond Hubé       | Divers de droite                            | 2 863    | 5,60 %   |         |         |
|               | Bakha Bakina      | Divers gauche                               | 2 330    | 4,54 %   |         |         |

### Saint-Nazaire
Maire sortant : Joël-Guy Batteux (MDC ex PS) 1983-2001
| Tête de liste | Tête de liste             | Liste                                           | 1er tour |
| Tête de liste | Tête de liste             | Liste                                           | Voix     |
| ------------- | ------------------------- | ----------------------------------------------- | -------- |
|               | Joël-Guy Batteux          | Gauche plurielle (MDC-PS-PCF-Les Verts-UDB-PRG) | 53,44 %  |
|               | Danièle Richard           | UDF/RPR                                         | 23,68 %  |
|               | Joël Gicquiaud            | DL- RPF                                         | 7,20 %   |
|               | Jean-Claude Saint-Arroman | LO                                              | 6,99 %   |
|               | Closquinet                | Divers gauche                                   | 6,02 %   |
|               | Le Roux                   | Extrême gauche                                  | 2,68 %   |

### Saint-Quentin
Maire sortant : Pierre André (RPR) 1995-2001
| Tête de liste  | Tête de liste      | Liste                                         | 1er tour | 1er tour | 1er tour |
| Tête de liste  | Tête de liste      | Liste                                         | Voix     | %        | +/-      |
| -------------- | ------------------ | --------------------------------------------- | -------- | -------- | -------- |
|                | Pierre André       | RPR - PRG                                     | 15 983   | 70,87 %  | 28,2     |
|                | Odette Grzegrzulka | Gauche plurielle (PS - PCF - Les Verts - MDC) | 5 532    | 24,53 %  | 29,1     |
|                | Daniel Huriez      | LO                                            | 1 156    | 4,60 %   | 1,6      |
|                |                    |                                               |          |          |          |
| Exprimés       | Exprimés           | Exprimés                                      | 22 553   | 96,78    |          |
| Blancs et nuls | Blancs et nuls     | Blancs et nuls                                | 750      | 3,22     |          |
| Total          | Total              | Total                                         | 23 303   | 68,73    |          |
| Abstention     | Abstention         | Abstention                                    | 10 602   | 31,27    |          |
| Inscrits       | Inscrits           | Inscrits                                      | 33 905   | 100,00   |          |

### Strasbourg
Maire sortant : Catherine Trautmann (PS) 1989-2001
| Tête de liste | Tête de liste            | Liste                                               | 1er tour | 2d tour |
| Tête de liste | Tête de liste            | Liste                                               | Voix     | Voix    |
| ------------- | ------------------------ | --------------------------------------------------- | -------- | ------- |
|               | Fabienne Keller          | Liste de centre droit (UDF - RPR - DL)              | 29,50 %  | 50,85 % |
|               | Catherine Trautmann      | Gauche plurielle (PS - PCF - Les Verts - PRG - MDC) | 29,10 %  | 40,42 % |
|               | Jean-Claude Petitdemange | PS diss.                                            | 12,11 %  | 8,73 %  |
|               | Robert Spieler           | ADA                                                 | 9,21 %   |         |
|               | Jean-Louis Wehr          | FN                                                  | 7,50 %   |         |
|               | Guy Dwiazdzinski         | Liste “Action et initiative républicaine" (SE)      | 6,23 %   |         |
|               | Hoffmann                 | EXG                                                 | 1,05 %   |         |
|               | Robert                   | LO                                                  | 2,78 %   |         |
|               | Meyer                    | LCR                                                 | 2,04 %   |         |
|               | Bennmann                 | DVD                                                 | 0,48 %   |         |

### Tarbes
- Maire sortant : Raymond Erraçarret (PCF) 1983-2001

| Tête de liste | Tête de liste       | Liste                                   | 1er tour | 2d tour |
| Tête de liste | Tête de liste       | Liste                                   | Voix     | Voix    |
| ------------- | ------------------- | --------------------------------------- | -------- | ------- |
|               | Gérard Trémège      | DL-UDF                                  | 29,66 %  | 50,06 % |
|               | Jean-François Calvo | RPR                                     | 8,6 %    | 50,06 % |
|               | Raymond Erraçarret  | Gauche plurielle (PCF-PS-Les Verts-MRG) | 40,38 %  | 49,93 % |
|               | Andrée Doubrère     | RPR diss.                               | 8,25 %   |         |
|               | Jean-Marie Barrère  | MNR                                     | 5,34 %   |         |
|               | Christian Zuéras    | LCR                                     | 4,06 %   |         |
|               | François Meunier    | LO                                      | 3,71 %   |         |

### Toulouse
Maire sortant : Dominique Baudis (UDF) 1983-2001
| Tête de liste | Tête de liste          | Liste                                   | 1er tour | 1er tour | 2d tour |
| Tête de liste | Tête de liste          | Liste                                   | Voix     | Voix     | Voix    |
| ------------- | ---------------------- | --------------------------------------- | -------- | -------- | ------- |
|               | Philippe Douste-Blazy  | Liste de centre droit (UDF - RPR - DL)  | 49 356   | 41,56 %  | 55,12 % |
|               | François Simon         | Gauche plurielle (PS - PCF - PRG - MDC) | 33 173   | 27,83 %  | 44,87 % |
|               | Salah Amokrane         | Motivé-e-s                              | 14 759   | 12,38 %  | 44,87 % |
|               | Marie-Françoise Mendez | Les Verts                               | 7 343    | 6,16 %   | 44,87 % |
|               | Serge Laroze           | FN                                      | 4 798    | 4,03 %   |         |
|               | Aline Pailler          | « 100 % à Gauche » (LCR)                | 2 904    | 2,44 %   |         |
|               | Jean-Pascal Serbera    | MNR                                     | 3 162    | 2,65 %   |         |
|               | Robert Roig            | LO                                      | 1 992    | 1,67 %   |         |
|               | Gérard Fourré-Labro    | DVD                                     | 1 077    | 0,90 %   |         |
|               | Dupin                  | PT                                      | 436      | 0,37 %   |         |

### Tourcoing
Maire sortant : Jean-Pierre Balduyck (PS) 1989-2001
| Tête de liste | Tête de liste        | Liste                           | 1er tour | 2d tour |
| Tête de liste | Tête de liste        | Liste                           | Voix     | Voix    |
| ------------- | -------------------- | ------------------------------- | -------- | ------- |
|               | Jean-Pierre Balduyck | Union de la gauche (PS-PCF-PRG) | 38,32 %  | 44,92 % |
|               | Simone Scharly       | Les Verts                       | 7,87 %   | 44,92 % |
|               | Christian Vanneste   | Union de la droite (RPR-UDF-DL) | 29,57 %  | 39,75 % |
|               | Christian Baeckeroot | FN                              | 20,53 %  | 15,33 % |
|               | André Hibon          | RPF                             | 3,70 %   |         |

### Tours
| Tête de liste | Tête de liste              | Liste                                     | 1er tour | 1er tour | 2d tour | 2d tour |
| Tête de liste | Tête de liste              | Liste                                     | Voix     | Voix     | Voix    | Voix    |
| ------------- | -------------------------- | ----------------------------------------- | -------- | -------- | ------- | ------- |
|               | Jean Germain               | Union de la gauche (PS - PCF - PRG - MDC) | 16 356   | 41,27 %  | 21 688  | 53,48 % |
|               | David Martin               | Les Verts                                 | 2 904    | 7,33 %   | 21 688  | 53,48 % |
|               | Renaud Donnedieu de Vabres | Union de l'opposition (RPR - UDF - DL)    | 14 390   | 36,31 %  | 18 868  | 46,52 % |
|               | Jean Verdon                | FN                                        | 1 879    | 4,74 %   |         |         |
|               | Dominique Boutin           | ECO                                       | 1 079    | 2,72 %   |         |         |
|               | Louise Alaux               | MNR                                       | 977      | 2,46 %   |         |         |
|               | Étienne Cherblanc          | LO                                        | 1 038    | 2,62 %   |         |         |
|               | Sylvain Fauvinet           | LCR                                       | 614      | 1,55 %   |         |         |
|               | Yves Héricier              | PT                                        | 398      | 1,00 %   |         |         |

- Premier tour :
  - Inscrits : 75 021 - Votants : 40 896 - Exprimés : 40095
- Second tour : 
  - Inscrits : 75 021 - Votants : 41 011 - Exprimés : 39 635

### Valence
Maire sortant : Patrick Labaune (RPR) 1995-2001
| Tête de liste | Tête de liste   | Liste                                                 | 1er tour | 1er tour |
| Tête de liste | Tête de liste   | Liste                                                 | Voix     | Voix     |
| ------------- | --------------- | ----------------------------------------------------- | -------- | -------- |
|               | Patrick Labaune | Union de l'opposition (RPR - UDF - DL)                | 13 128   | 58,88 %  |
|               | Michèle Rivasi  | “Gauche plurielle” (PS – PCF - Les Verts - PRG - MDC) | 7 756    | 34,78 %  |
|               | Jean Tinlan     | MNR                                                   | 522      | 2,34 %   |
|               | Romain Roustan  | FN                                                    | 889      | 3,98 %   |

### Villeurbanne
Maire sortant : Gilbert Chabroux (PS) 1998-2001
| Tête de liste | Tête de liste     | Liste                                       | 1er tour | 2d tour |
| Tête de liste | Tête de liste     | Liste                                       | Voix     | Voix    |
| ------------- | ----------------- | ------------------------------------------- | -------- | ------- |
|               | Jean-Paul Bret    | Gauche plurielle (PS–PCF-Les Verts-PRG-MDC) | 39,70 %  | 46,09 % |
|               | Rendu             | Union de l'opposition (RPR-UDF-DL)          | 18,80 %  | 23,95 % |
|               | Vial              | MNR                                         | 16,26 %  | 15,20 % |
|               | Morales           | DVG                                         | 13,58 %  | 14,75 % |
|               | Bruneau           | LO                                          | 6,44 %   |         |
|               | Joubert-Laurencin | UDF diss.                                   | 3,88 %   |         |
|               | Guiglion          | DVG                                         | 1,34 %   |         |

### Vitry-sur-Seine
Maire sortant : Alain Audoubert (PCF) 1996-2001
| Tête de liste | Tête de liste     | Liste                                       | 1er tour |
| Tête de liste | Tête de liste     | Liste                                       | Voix     |
| ------------- | ----------------- | ------------------------------------------- | -------- |
|               | Alain Audoubert   | Gauche plurielle (PCF-PS-Les Verts-PRG-MDC) | 56,12 %  |
|               | Rackie Rindzunski | DL-UDF                                      | 16,84 %  |
|               | Aubert            | RPF-RPR                                     | 15,10 %  |
|               | Poupardin         | LCR                                         | 8,60 %   |
|               | Auclerc           | PT                                          | 3,33 %   |

## Résultats par familles politiques

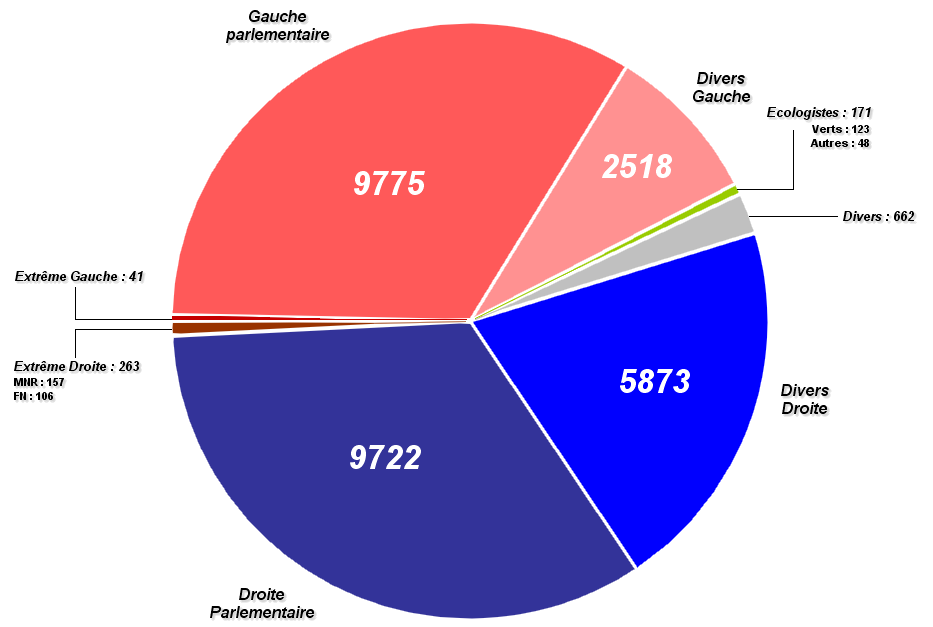
Élus municipaux dans les communes de plus de 3500 habitants

### Gauche (PC, PS, Verts)
- Parti communiste

Déjà dans une posture délicate lors du précédent scrutin municipal de 1995, qui avait vu la gestion d'un certain nombre de ses fiefs lui être retirée comme ce fut le cas du Havre (qui incontestablement apparaît comme la perte la plus importante pour le Parti communiste, du fait qu'il s'agit d'une municipalité qui, durant plusieurs décennies, était perçue comme le bastion communiste le plus vaste de France), de Thionville, Chalon-en-Champagne, Saint-Quentin, Garges-les-Gonnesse, Corbeil-Essonnes ou encore Bourges, le Parti communiste perd d'une part, un grand nombre de municipalités qu'il était parvenu à conquérir en 1995 (Nîmes, La Ciotat, Sète, Sens, Brignoles, Goussainville) et, dans un même temps plusieurs fiefs qu'il dirigeait depuis plusieurs décennies et dans certains cas depuis plus d'un demi-siècle (Argenteuil, Drancy, Dieppe, Colombes, Evreux, Tarbes, Montluçon, La Garde, Les Clayes-sous-Bois, Vigneux-sur-Seine, Miramas, Villeneuve-le-Roi, Saint-Cyr-l'École).
Les gains de Sevran ou d'Arles (aux dépens du Parti socialiste) ne suffisent pas pour renverser l'effondrement progressif du « communisme municipal », une tendance déjà commencée depuis le scrutin de 1983 (perte de Nîmes, Reims, Saint-Étienne, Béziers, Sète, Grasse, Sèvre, Saint-Quentin, Roncq, Épernay, Rosny-sous-Bois, Montfermeil, Franconville, Goussainville, Poissy, Levallois-Perret, Fontenay-le-Fleury, Montargis, Sarcelles, Villeparisis, Orange, Joinville-le-Pont, Neuilly-Plaisance, Beaucaire, Orange, Montereau-Fault-Yonne, Arles, Antony) et confirmée en 1989 avec la perte d'Amiens.
- Parti socialiste

Le Parti socialiste, quant à lui, perd au total 23 villes de plus de trente mille habitants (en comptabilisant les gains), alors que plusieurs personnalités du parti subissent une défaite cuisante. Ainsi, Catherine Trautmann, ministre de la Culture, ne se voit pas réélire à Strasbourg, tout comme Jack Lang, ministre de l'Éducation nationale, à Blois. En Avignon, Élisabeth Guigou, ministre des Affaires sociales, échoue face à la maire sortante, Marie-Josée Roig. Martine Aubry, qui avait quitté le gouvernement en 2001 pour se consacrer à sa campagne, ne devient maire de Lille qu'avec 49,6 % des voix (et un taux d'abstention de 53 %) dans cette ville historiquement acquise aux socialistes. Les victoires dans plusieurs villes comme Ajaccio, Auxerre (nettement aidée par la présence de deux candidats de droite au second tour), Dijon, ou Salon-de-Provence, et plus encore à Paris et Lyon, ne contrebalancent pas les pertes enregistrées.
Le « parti de la rose » conserve cependant les municipalités de Montpellier (sous les commandes de George Fraîche depuis 1977), Brest, Nantes (toutes les deux remportées par le PS aux élections municipales de 1989), Rennes, conquise par le PS en 1977, La Rochelle, ville qui avait basculé dans l'escarcelle de la gauche à l'occasion des élections municipales de 1971 de la même façon que Pau qui demeure sous administration socialiste, Besançon, Clermont-Ferrand, la ville capitale de la région Auvergne, qui fut administrée pendant près d'un quart de siècle par Roger Quilliot (de 1973 à 1997), Mulhouse, ville du Haut-Rhin qu'administre Jean-Marie Bockel depuis 1989, Charleville-Mézières, que le Parti socialiste contrôle depuis la Libération, Tours, municipalité de plus de 100 000 habitants, qu'avait ravie Jean Germain lors du précédent scrutin de cet nature (en 1995) aux dépens du maire sortant RPR, Jean Royer, Belfort, fief de Jean-Pierre Chevènement, Nevers, administrée par l'ancien premier ministre Pierre Bérégovoy de 1983 à 1993, avant que celui-ci ne décide de mettre fin à ses jours, un mois après la débâcle historique de la gauche aux élections législatives des 21 et 28 mars qui eut comme conséquence immédiate l'avènement d'une seconde cohabitation (« un raz- de-marée bleu marine-bleu ciel auquel ont survécu une cinquantaine de députés socialiste » qui poussa une majorité de ténors d'un parti s'apprêtant alors à fêter ses 22 ans à mettre le maire de Nevers au premier plan de cette défaite fracassant de la gauche ; l'ancien premier ministre, qui, quelques semaines avant de commettre un tel acte, apparaissait comme un homme profondément seul, désemparé par le fait que l'ensemble des personnalités clefs du parti socialiste avaient désormais choisi d'ignorer l'ancien locataire de Matignon) ; le Parti socialiste garde de justesse la gestion de Grenoble, une agglomération de plus de 100 000 habitants qui, de la même façon que Roubaix, Tourcoing, Epinal, Lunéville, Villemomble, Chalon-sur-Saône, Avignon, Carcassonne, Douai, Chambéry, Les-Pavillons-sous-Bois, Coulommiers, Nemours, Tarascon, Meaux, Pessac, Pontivy, Suresnes, Talence, Hazebrouck, Saint-Omer, Verdun, Hem, Lys-les-Lannoy, Vauvert, Saint-Malo, Granville, Brest, Nantes ou encore Le Chambon-Feugerolles, avait vu son exécutif passer du rose au bleu lors des municipales de 1983 avant qu'elle ne réintègre le giron du parti socialiste aux municipales de 1995, Le Mans où Robert Jarry (PCF dissident) passe la main au socialiste Jean-Claude Boulard.
Le Parti socialiste démontre encore une fois son enracinement profond à Limoges où Alain Rodez, maire sortant PS en fonction depuis 1990, est, de la même façon qu'en 1995, reconduit dans son fauteuil de bourgmestre dès le premier tour (tout comme Jean-Marc Ayrault à Nantes) dans une ville à forte influence communiste acquise à la gauche depuis 1912. Demeurent également dans la sphère du PS les communes de Cherbourg, La Rochelle, Villeneuve d'Ascq, Tourcoing, Dunkerque, Chambéry, Niort, Poitiers, Abbeville, Boulogne-sur-Mer, Béthune, Lens, La Roche-sur-Yon, Villiers-le-Bel, Charleville-Mézières, Pau, Evry, Digne-les-Bains, Le Creusot, Alençon, etc.
- Les Verts

Les Verts, eux, progressent de manière importante dès le premier tour du scrutin et entrent dans les conseils municipaux de grandes villes. Ils emportent Saumur. À Besançon, ils obtiennent plus de 16 % des voix. Cela confirme un rééquilibrage du rapport de force dans la gauche plurielle, où Les Verts émergent.
À Paris et Lyon, leur ralliement à la liste PS est un facteur important dans la victoire de la liste de gauche.

### Extrême gauche (LO, LCR)
- Lutte ouvrière

Lutte ouvrière a présenté 128 listes dans 109 villes différentes, qui ont recueilli 4,37 % des suffrages, soit 120 347 voix[réf. nécessaire]. LO obtient ainsi 33 élus dont 11 femmes, dans 22 villes différentes, sans fusionner ses listes au second tour avec la gauche plurielle.
- Ligue communiste révolutionnaire

La Ligue communiste révolutionnaire a « présenté » ou « soutenu » (selon ses termes) 91 listes[réf. nécessaire], commune avec différents partenaires (associatifs…) intitulées « 100 % à gauche », « Tous Ensemble à Gauche » ou encore « À Gauche Autrement ». Elle a obtenu 4,52 %, soit 93 182 voix. Au premier tour, ces listes ont obtenu 26 élus[réf. nécessaire]. Plusieurs listes ont ensuite fusionné avec des listes de la gauche plurielle, y compris conduites par le MDC de Jean-Pierre Chevènement. Malgré la présence de la LCR, certaines de ces listes ont refusé l'appellation extrême gauche, comme la liste À Gauche Autrement de Lyon.

### Droite (RPR, UDF, DL)
La droite parlementaire compense les défaites qu'elle a subies à Lyon et Paris par des gains importants: elle remporte quarante municipalités supplémentaires de plus de 15 000 habitants (sur 583 au total) en plus de celles qu'elle contrôlait déjà, et ravit à la gauche plusieurs villes de 30 000 habitants, parmi lesquelles :
- Strasbourg : victoire de la liste de Fabienne Keller (avec 50,85 % des suffrages) aux dépens de Catherine Trautmann, maire sortante.
- Rouen : Pierre Albertini (UDF) est élu avec 51,25 % des voix, contre le maire sortant Yvon Robert (qui avait conquis la ville en 1995).
- Aix-en-Provence : victoire de Maryse Joissains-Masini (DVD) avec 50,60 % des voix contre 49,39 % pour Jean-François Picheral (PS), maire depuis 1989.
- Nîmes : le maire communiste sortant Alain Clary (élu en 1995 dans le cadre d'une quadrangulaire) n'obtient que 44,33 % des suffrages, ce qui permet à Jean-Paul Fournier (RPR) (55,67 % des voix) d'être élu.
- Quimper : Alain Gérard (RPR) reconquiert la ville (52,13 % des suffrages), aux dépens de Jean-Claude Joseph (47,87 %).
- Blois : Nicolas Perruchot (UDF) bat le ministre de l'Éducation nationale Jack Lang avec 37 voix d'avances (45,31 % des suffrages contre 45,09 %) en dépit de la présence du candidat du Front national.

Elle conserve enfin les villes de Toulouse, Marseille et Nice avec la victoire des listes menées par Philippe Douste-Blazy dans la première (55 % des suffrages), par Jean-Claude Gaudin dans la seconde (48,5 % des suffrages, soit un total de 61 sièges, sur 101, au conseil municipal) et par Jacques Peyrat dans la dernière (44,48 % des suffrages).

### Extrême droite nationaliste (FN, MNR)
En 1995, les candidats du Front national ou du MNR avaient emporté les villes de Toulon, Marignane, Orange puis Vitrolles en 1997.
En 2001, Jean-Marie Le Chevallier, maire de Toulon (ex-FN) est battu dès le premier tour, n'obtenant que 7,78 % des suffrages. Hubert Falco (UDF) reprend la ville pour la droite avec 68,73 % des voix contre la députée socialiste Odette Casanova (31,27 %).
Le maire d'Orange Jacques Bompard (FN) est réélu dès le premier tour et celui de Marignane, Daniel Simonpieri (MNR), au second tour avec 62,52 % des suffrages, contre 37,48 % pour Guy Martin (DL).
À Vitrolles, Catherine Mégret (MNR) est d'abord réélue avec 45,32 % des voix contre 44,07 % pour Dominique Tichadou (PS, Gauche plurielle) mais son élection est par la suite invalidée. Elle sera finalement battue par Guy Obino (PS) en 2002.

## Diversité
Au moins huit maires métropolitains des minorités ont été élus ou réélus en 2001 dans des communes de moins de 5 000 habitants :
- Auguste Senghor (neveu de Léopold Sédar Senghor), maire du May-sur-Èvre (Maine-et-Loire, 3 891 habitants) depuis 1989 (au conseil municipal depuis 1983)[9]
- Xavier Cadoret (né Karim Kadouri au Maroc), à Saint-Gérand-le-Puy (Allier, 1 029 habitants), devenu maire en 1991 à la suite du décès de son prédécesseur, réélu en 1995 et en 2001[10]
- Kaddour Derrar, depuis 2001 maire divers gauche de Condette (Pas-de-Calais, 2 675 habitants), que son prédécesseur avait désigné comme son dauphin avant les municipales
- Pierre Pluton, maire UMP d'Évry-Grégy-sur-Yerre (Seine-et-Marne, 2 060 habitants) depuis 2001[11]
- Ahmed Abdelkader, maire divers gauche de Ceilhes-et-Rocozels (256 habitants) depuis 1995, réélu en 2001, jusqu'à sa démission en octobre 2005[12]
- Mahfoud Aomar maire (sans étiquette) de Guerchy (Yonne, 600 habitants) depuis 2001[13]
- Jean-Claude Gautry, maire de Paroy (Seine-et-Marne, 198 habitants) depuis 2001[11]

Youssef Hamami, maire PS de Boviolles (91 habitants) depuis 1995, s'est retiré entre les deux tours en 2001 à la suite d'un incident à caractère raciste. Par le passé, il y avait déjà eu, également dans des petites communes rurales, Kofi Yamgnane (PS), d'origine togolaise, à Saint-Coulitz depuis 1989, qui ne s'est pas représenté en 2001, Gaston Monnerville (radical), guyanais, à Saint-Céré de 1964 à 1971; et Raphaël Élizé (SFIO), martiniquais, à Sablé-sur-Sarthe de 1929 à l'occupation nazie.